# Олмстед, Фредерик Ло
Фредерик Ло Олмстед (англ. Frederick Law Olmsted; 26 апреля 1822, Хартфорд, Коннектикут — 28 августа 1903, Белмонт, Массачусетс) — родоначальник американской ландшафтной архитектуры, журналист, общественный деятель. 
Известен как создатель многочисленных публичных зон отдыха во второй половине XIX века. Убеждённый сторонник идеи, что парки и другие общественные пространства, одинаково доступные всем слоям общества, имеют огромную социальную значимость.
В 1857 году совместно с британским архитектором Калвертом Воксом выиграл конкурс проектов будущего Центрального парка. Был назначен его главным архитектором и сыграл ключевую роль в создании этой территории отдыха в её современном виде. Позднее спроектировал большое количество парков, парковых комплексов, университетских городков и других категорий общественных зон в различных городах США. Выступил одним из инициаторов создания природных заповедников в Йосемитской долине и в районе Ниагарского водопада, положив начало широкому природоохранному движению. Идея воссоздания крупного лесного массива на территории частного поместья «Билтмор» в Северной Каролине стала катализатором разработки законодательства в области охраны и восстановления лесов, организации соответствующих федеральных служб.

## Биография

### Детские и юношеские годы

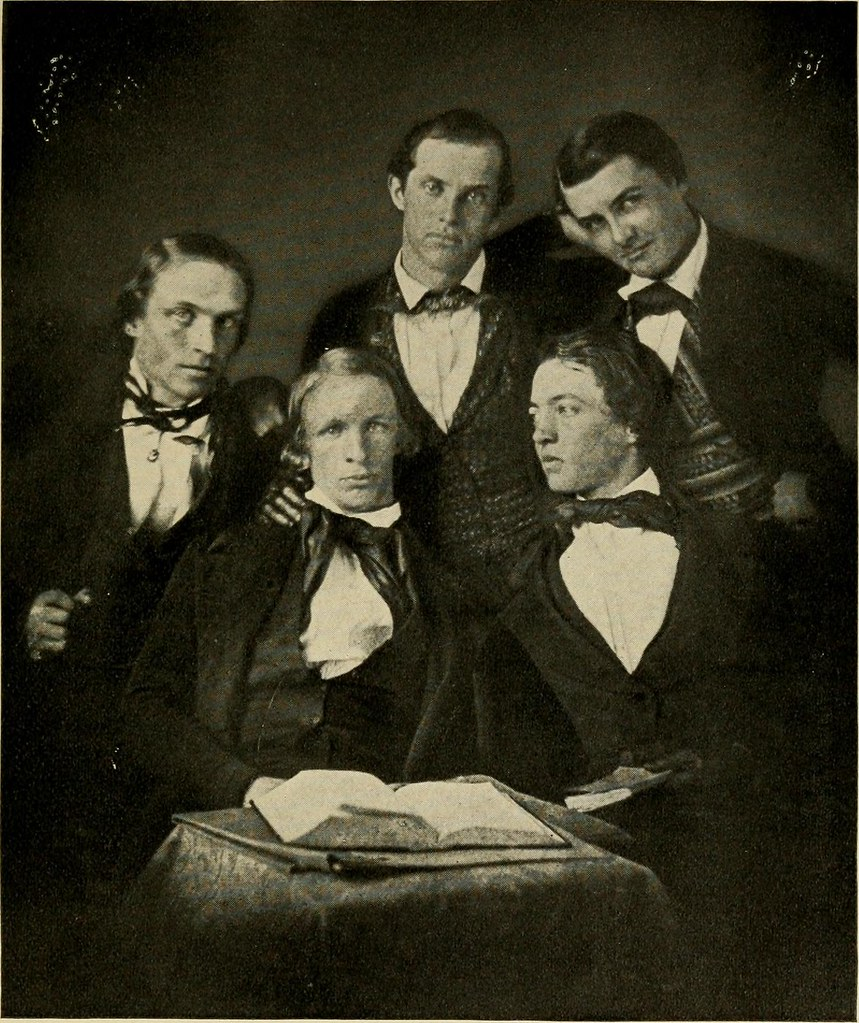
Фредерик Олмстед (внизу справа) с друзьями в 1846 году. Вверху справа — его брат Джон. Дагеротипный снимок

Фредерик Ло Олмстед появился на свет 26 апреля 1822 года в Хартфорде, штате Коннектикут. Его отец Джон Олмстед, потомок одного из первых жителей города Джеймса Олмстеда (1645—1731), занимался торговлей импортными тканями. Мать Шарлотта Олмстед, домохозяйка, умерла от передозировки лауданума, когда Фреду было три года, а его младшему брату Джону всего 6 месяцев. Через год после смерти матери отец женился во второй раз на Мэри Энн Булл, хористке церковного хора, которая продолжила воспитание детей.
В детском и подростковом возрасте Фред сменил несколько частных и приходских школ, брал профессиональные уроки у землемера, однако, по его словам, нигде долго не задерживался и так и не получил достойного образования. Впоследствии архитектор вспоминал, что на его мировоззрение повлияли верховые прогулки с родителями по окрестностям Хартфорда, а также прочитанные в детские годы книги, среди которых выделялись произведения английских классиков Оливера Голдсмита и Лоренса Стерна, приверженцев живописного стиля Уильяма Гилпина и Ювдейла Прайса, а также философа Иоанна Циммермана.
В четырнадцатилетнем возрасте Фред получил сильный ожог ядовитого сумаха, который вызвал воспаление глаз. Вследствие продолжительной болезни мальчик воздержался от учёбы в Йельском университете, куда планировал поступить после окончания школы. Несколько лет спустя, в 1847 году он всё же прослушал курс лекций по химии, минералогии и архитектуре в этом учебном заведении, однако через несколько месяцев забросил учёбу.
С 18 лет Одмстед пробовал себя на нескольких профессиональных поприщах, пытаясь найти своё место в жизни. В 1840 году по протекции отца устроился клерком в манхэттенскую фирму «Berkard and Hutton», занимавшуюся импортом шёлковых тканей. Работа по 12 часов в день 6 дней в неделю не приносила удовлетворения, но дала возможность посещать торговые суда, разгружавшие свой товар в Нью-Йоркской бухте. Движимый романтикой путешествий, Фредерик устроился младшим матросом на барк Ronaldson, который должен был доставить в Китай партию пушнины. Тяжёлый физический труд, жестокость капитана, приступы морской болезни и невозможность близко познакомиться с жизнью китайского Кантона поставили крест на дальнейшей карьере моряка.

### Фермерство

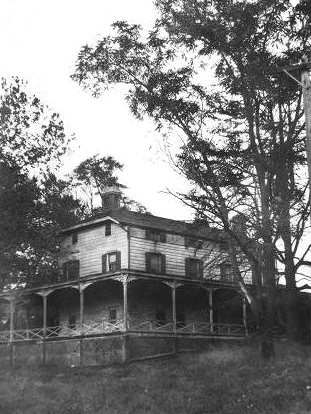
Усадьба Олмстеда на ферме Tosomock Farm. Фотография 1924 года

В 1846 году Фредерик решил заняться так называемым «научным» фермерством и с целью получения необходимых знаний и опыта на год устроился наёмным работником к Джорджу Геддесу (George Geddes), получившему известность благодаря своим сельскохозяйственным изобретениям. Первоначальный опыт собственного хозяйства успеха не принёс — купленный на деньги отца участок на берегу пролива Лонг-Айленд в Коннектикуте оказался мало пригоден для выращивания культурных растений.
Более прибыльной оказалась ферма на острове Статен-Айленд, которую он с помощью кредита приобрёл в 1847 году. Вследствие возросшей конкуренции на рынке зерновых культур (чему способствовало развитие железнодорожного и речного транспорта) Фредерик переключился с выращивания пшеницы на культивирование скоропортящихся овощных и плодовых культур. На ферме, названной им «Tosomock Farm», впервые проявились черты будущего ландшафтного дизайнера. Олмстед облагородил свой участок: в частности, очистил и обложил камнями расположенный на нём пруд, посадил водные растения, а также декоративные гингко, чёрный орех и ливанский кедр. Переезд в окрестности Нью-Йорка принёс не только более существенный урожай, но и свёл Фредерика с состоятельными соседями, сыгравшими существенную роль в его дальнейшей судьбе. Одним из таких новых знакомых стал Джордж Патнэм, книжный издатель и владелец литературного журнала.
Как и в детские годы, одним из занятий в свободное время оставалось чтение. Большое впечатление на Олмстеда произвёл философский роман «Sartor Resartus» британского писателя Томаса Карлейля, в котором читателю предлагалось определить, что в повествовании является истинным, а что вымышленным и ложным. Ещё одним любимым автором стал Джон Рёскин, второй том «Современных художников» которого только что вышел в свет. Его произведения наряду с книгами Гилпина, Карлейля и Циммермана хранились в домашней библиотеке Фредерика до конца жизни.

### Первая поездка в Европу
В 1850 году Олмстед со своим братом Джоном и другом Чарли Брасом (Charley Brace) совершил поездку в несколько европейских стран, в первую очередь в Великобританию. Молодые люди не планировали задерживаться в портовом Ливерпуле, однако хозяин местной лавки уговорил их посмотреть на недавно открытый Биркенхед-парк, созданный на общественные средства. Это творение Джозефа Пакстона с его природным натурализмом и извилистыми аллеями произвело на Олмстеда неизгладимое впечатление, во многом предопределив его будущую карьеру. Позже, описывая результаты своего путешествия, Фредерик особо подчёркивал доступность парка для различных слоёв населения, включая малоимущих. Компания также посетила валлийский замок Чирк, окружённый английским садом с подстриженными деревьями и газонами; в отличие от ливерпульской зоны отдыха, это владение с ограниченным доступом принадлежало аристократическому семейству.

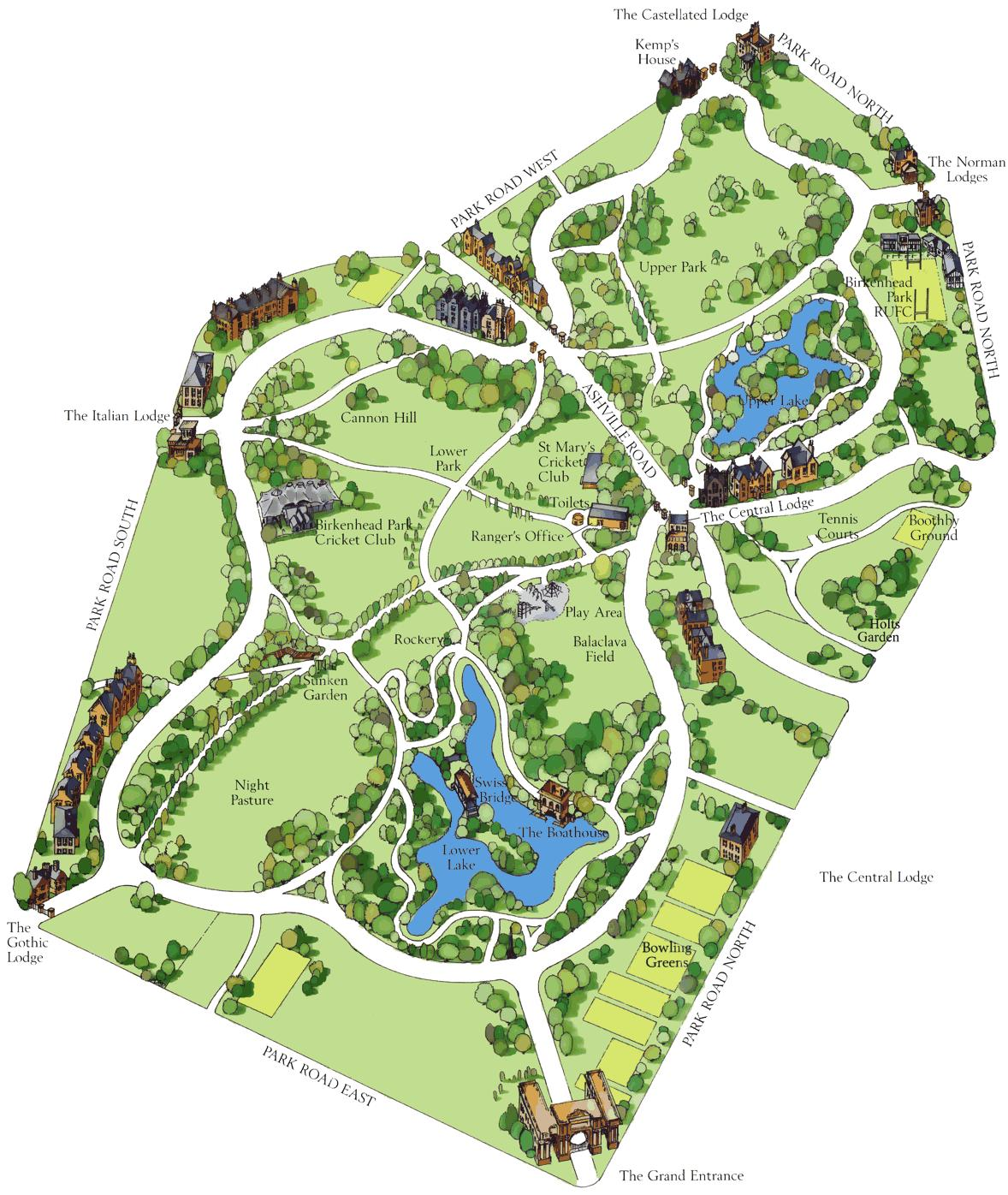
План публичного парка в Беркенхед, природные ландшафты и извилистые аллеи которого впечатлили Олмстеда

После возвращения в США Олмстед получил неожиданное предложение Патнэма написать книгу с впечатлениями о поездке. Фредерик был достаточно начитанным человеком, однако опыта сочинительства до сих пор практически не имел. Он обратился за профессиональной помощью к редактору садоводческого журнала Эндрю Даунингу, который некогда опубликовал письма начинающего фермера. В Ньюбурге, где жил Даунинг, Олмстед впервые встретил своего будущего компаньона Калверта Вокса, однако их первое знакомство оказалось мимолётным и не оставило следа в воспоминаниях ни того, ни другого. Сочинение под названием «Walks and Talks of an American Farmer in England» («Прогулки и беседы американского фермера в Англии») вышло в свет в начале 1852 года. Оно получило положительные отзывы критиков, но продавалось неохотно.

### Журналистика
На волне литературного успеха Олмстед решил приобрести дополнительную профессию. Всё ещё оставаясь частным предпринимателем, он в свободное от основной работы время переключился на журналистскую деятельность. В 1852 году Олмстед на волне общественного обсуждения книги «Хижина дяди Тома» писательницы Гарриеты Бичер-Стоу и, как следствие, растущего напряжения между северными и южными штатами, принял предложение главного редактора New York Daily Times (ныне The New York Times) Генри Рэймонда совершить поездку на юг страны и познакомить читателей газеты с жизнью населения в рабовладельческих штатах. Фредерик активно интересовался новыми разработками в области сельского хозяйства и рассматривал поездку не только как возможность заработать в осенне-зимний период, но и провести собственный анализ развития аграрной экономики, основанной на рабовладении.
С декабря по апрель он инкогнито путешествовал по юго-восточным штатам от Виргинии до Миссисипи, попутно наблюдая за местными жителями, заводя кратковременные знакомства и отсылая отчёты об увиденном в редакцию. Низкая производительность труда, всеобщая культурная отсталость и патерналистское отношение чернокожего населения к своим хозяевам сильно удивило автора и привело его к мысли о необходимости скорейшей отмены рабства. Осенью 1853 года Олмстед вновь отправился на юг, на этот раз вместе с братом в пограничный, малонаселённый и только недавно присоединившийся к США Техас. Во время поездки впечатление на журналиста произвела община немецких переселенцев в городе Нью-Браунфелс, собственноручно занимавшаяся сельским хозяйством и в экономическом плане выгодно выделявшаяся среди соседних рабовладельческих хозяйств.
После поездки Олмстед уже рассматривал профессию журналиста и писателя-публициста как основную. Для создания книги о рабстве в США требовалось предварительно найти издателя, и с этой целью Олмстед устроился одним из негласных партнёров компании Dix, Edwards & Company, выпускавшей купленный у Джорджа Путнама журнал Putnam’s Magazine. В 1856 году дела в издательстве пришли в упадок, и Олмстеду пришлось опубликовать собственный труд, названный им «A Journey in the Seaboard Slave States» («Путешествие в прибрежные рабовладельческие штаты»), на собственные средства. Книга получила восторженные отзывы критиков, но, как и в случае с первой книгой, продавалась крайне плохо. Это обстоятельство, а также последующее банкротство фирмы, вынудили Олмстеда искать новые пути дохода.

### Центральный парк

#### В должности управляющего

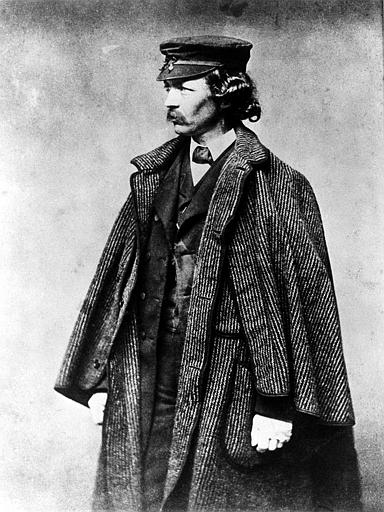
Олмстед в 1857 году

В августе 1857 года Олмстед получил неожиданное предложение от своего знакомого Чарльза Эллиота попробовать устроиться на вакантную должность управляющего проекта по созданию большого городского парка. Эта работа не подразумевала каких-либо творческих навыков, однако требовала опыта работы на стройке с подчинёнными — рабочими, осуществлявшими очистку территории. Фредерик Ло, практически не имевший такой карьеры (за исключением руководства несколькими батраками на своей ферме), всё же решил попытать счастья, поскольку на тот момент не имел источников дохода и остро нуждался в деньгах. Недостаток опыта был компенсирован рекомендательными письмами и подписями большого количества поручителей, в том числе таких влиятельных персон, как писатель Вашингтон Ирвинг, магнат Моррис Джесуп, дипломат Бейярд Тейлор и юрист, сын одного из отцов-основателей США Александра Гамильтона, Джеймс Гамильтон.
Проект включал в себя подготовку территории под будущее строительство, в том числе осушение болот, взрывные работы (часть территории была покрыта скалистыми выступами, которые требовалось разрушить) и снос оставшихся от предыдущих владельцев строений. Получивший одобрение попечительского совета, Олмстед осуществлял руководство работами и следил за их выполнением; количество работников под его началом варьировало от 700 до 2000 человек. Непосредственным руководителем Олмстеда стал полковник и главный инженер проекта Эгберт Виль, ранее осуществивший топографическую съёмку местности и представивший свой план будущего парка.

#### Участие в конкурсе
Несмотря на первоначальное одобрение плана Виля, попечительский совет парка всё же объявил публичный конкурс проектов будущей зоны отдыха, одним из инициаторов и участников которого стал Калверт Вокс. Этот британский архитектор загородных построек, ранее работавший с Эндрю Даунингом, в ноябре 1857 года обратился к Олмстеду с предложением о сотрудничестве в написании конкурсной работы. Много позже он признался, что одной из причин этого обращения стало прочитанное им ранее и понравившееся описание английских парков в книге «Walks and Talks». Автор биографии Олмстеда Джастин Мартин полагает, что на самом деле Вокс оказался не удовлетворён качеством составленной Вилем карты местности, и ему нужна была помощь в получении актуальной информации о ландшафте, которую мог предоставить руководитель работ. Так или иначе, состоявшееся партнёрство Олмстеда и Вокса имело решающее значение для них обоих, предопределив не только облик будущего парка, но и дальнейшую карьеру мастеров.
В последний день конкурса, 31 марта 1858 года Олмстед и Вокс представили свой проект, названный ими «Greensward», и ставший 33-м по счёту среди заявленных работ. Авторы включили в план его обязательные по условиям конкурса атрибуты, однако сделали это в своеобразной манере. Монументальные конструкции и сооружения, представленные в большинстве других работ, в «Greensward» оказались редуцированы либо оттенены природными пейзажами. Например, парадная площадь, задуманная организаторами как место для официальных военных церемоний, в работе была представлена в форме лужайки в минимально допустимых габаритах. В описании отсутствовала требуемая монументальная башня, зато присутствовала невысокая смотровая площадка, впоследствии воплощённая как «Замок Бельведер».
По замыслу конкурсантов, посетителей парка следовало как можно быстрее увлечь подальше в глубину зоны отдыха, для чего была спроектирована вереница извилистых аллей, ведущих прочь от городских улиц. В частности, один из таких путей вёл от главного входа на пересечении Пятой авеню и 59-й улицы по направлению к центру, где предполагалось расположить не слишком протяжённую центральную аллею с вязами, обозначенную как «променад» (в настоящее время известна как «Молл»). Особое внимание уделялось приданию территории провинциального, сельского, образа с живописными водоёмами и изобилием древесной растительности, а также при практически полном отсутствии помпезных и официальных элементов, свойственных многим королевским садам Европы. Для дополнительного воплощения загородной идиллии сквозные транспортные проезды следовало опустить ниже уровня земли, и огородить забором и густым кустарником. Помимо Олмстеда и Вокса, деятельное участие в проектировании Центрального парка принял британский архитектор Джейкоб Моулд.

#### Первые шаги в строительстве

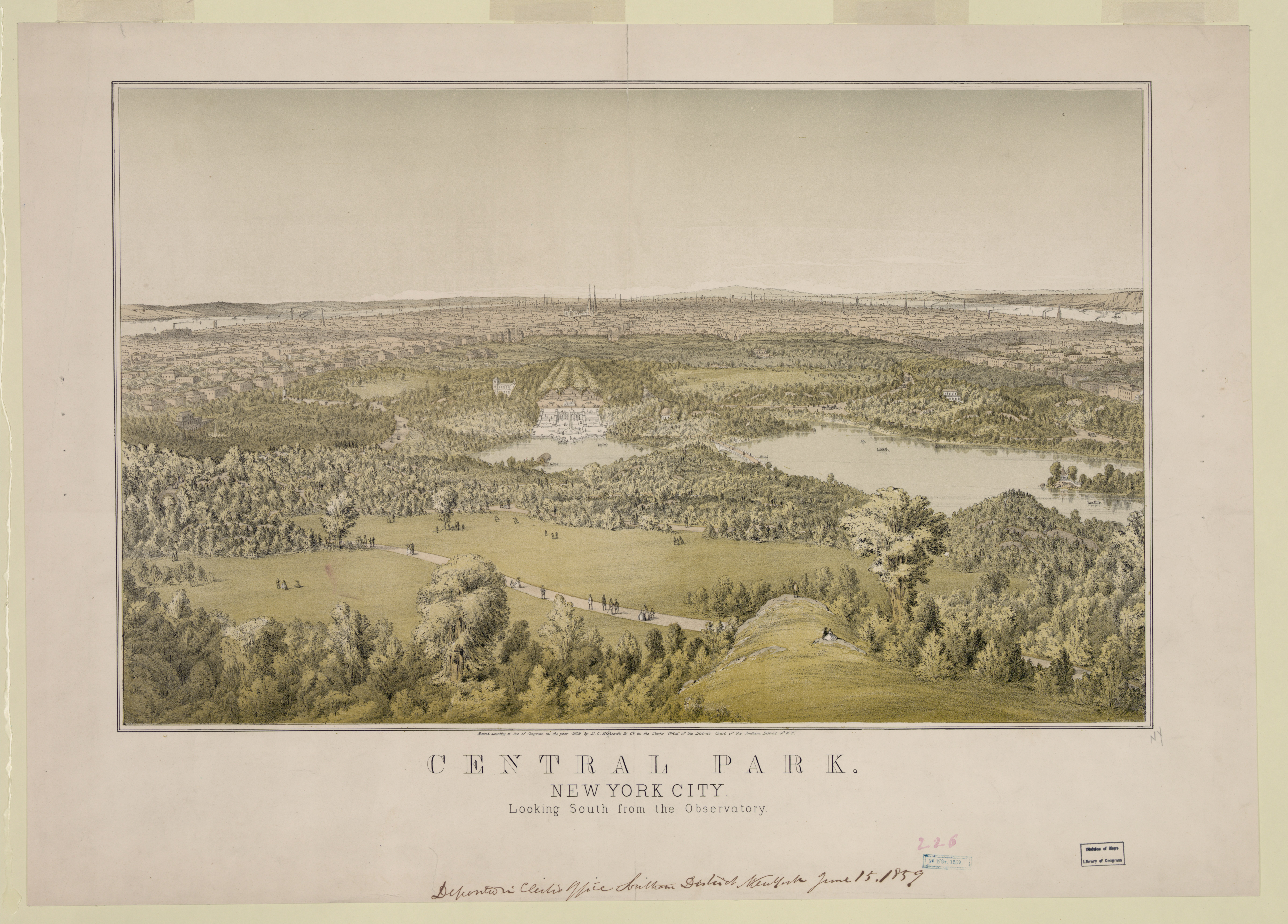
Центральный парк в 1859 году

28 апреля 1858 года создатели плана «Greensward» были объявлены победителями конкурса, получив семь из одиннадцати голосов жюри. Официально Фредерик Олмстед стал главным архитектором Центрального парка, Калверт Вокс — его помощником, при этом каждый из партнёров сконцентрировался на определённой роли, в равной степени принимая участие в создании Центрального парка.
Вокс, как квалифицированный специалист в области проектировки и строительства зданий, занимался большей частью различными постройками: мостами, павильонами, лодочными станциями и т. п., в то время как Олмстед определял общую стратегию развития, отвечал за дизайн и эстетическое восприятие в целом. Опираясь на интуицию и предыдущий опыт, он принимал решение о трансформации ландшафтов на том или ином участке парка, преобразование их в рукотворные рощи, лужайки и водоёмы, имитирующие природные объекты. В этом плане он вышел далеко за рамки традиционного садово-паркового искусства, в котором определяющую роль играли садоводство и озеленение. Например, по мнению Олмстеда, лужайка, сооружённая с отдельно стоящими деревьями и по форме напоминающая песочные часы, должна была обладать мистической силой и притягивать к себе посетителей наподобие водоворота, а комбинация тёмной листвы на переднем плане и светлой на заднем создавать иллюзию большего пространства. Олмстед, как и прежде, совмещал должность управляющего и в этом качестве занимался административной работой, которая Воксу была мало интересна.
Одно из нововведений, придуманное Олмстедом и Воксом и ранее не встречавшееся в садово-парковом строительстве, — разделение дорожек на конные и пешеходные, что облегчало движение для различных групп посетителей. На их пересечении строились транспортные развязки, для чего возводились дополнительные мосты, каждый из которых имел уникальную архитектуру.

#### Вторая поездка в Европу

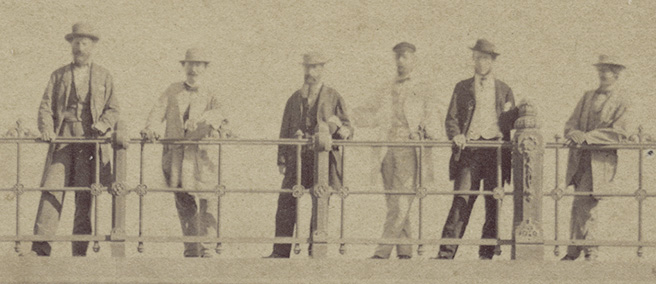
Создатели Центрального парка: Эндрю Грин, Джордж Уорринг, Калверт Вокс, Игназ Пилат, Джейкоб Моулд и Фредерик Олмстед. 1862 год

К осени 1859 года, когда в парке уже функционировал каток на только что возведённом озере, для посетителей открылся поросший густым лесом пригорок «Ramble» с лабиринтом тропинок, и большинство дорожек в нижней части парка было закончено, у Олмстеда начали проявляться симптомы психического расстройства, по описанию напоминающие биполярное расстройство, вдобавок к хронической бессоннице и депрессии. Совет уполномоченных парка принял их как результат переутомления, и выписал архитектору грант на поездку в Европу, официально для обмена опытом. В сентябре-декабре того же года Олмстед посетил множество садово-парковых ансамблей Великобритании, Франции, Бельгии и Германии, в том числе вновь Беркенхед-парк, а также всемирно известные Дербский дендрарий, Чатсуорт-хаус, Большой Виндзорский парк, Астон-холл, Ботанический сад Бирмингема, Гайд-парк, Сент-Джеймс-парк, Версаль, Сен-Клу, Люксембургский сад и Булонский лес. В некоторые их перечисленных хозяйств он возвращался по нескольку раз.
В отличие от первого путешествия, на это раз имя Олмстеда уже было хорошо известно в Европе благодаря его вкладу в создание нью-йоркской зоны отдыха, и официальные лица охотно шли на контакт, встречаясь и предоставляя информацию по интересующим его вопросам.

#### Достижения и потери
По итогам поездки в Европу Олмстед ввёл ряд административных нововведений, часть из которых были передовыми для своего времени. В частности, он ограничил скорость движения повозок в пределах парка до 5 миль в час и предусмотрел для них так называемые «места для отдыха» (англ. carriage rests), которые с появлением и развитием автомобильного движения преобразовались в хорошо известные парковки. В парке появилась одетая в униформу охрана, которой предписывалось быть у публики на виду, но не вступать с ней в разговоры без крайней необходимости либо личного обращения. С целью профилактики правонарушений появились таблички с описанием правил поведения. Помимо основной деятельности в Центральном парке, Олмстед и Вокс занялись побочными коммерческими проектами. Одним из таких проектов стала разработка плана кладбища Hillside Cemetery в пригороде Нью-Йорка Мидлтаун. В одном из писем, адресованном государственной комиссии, компаньоны представились «ландшафтными архитекторами», впервые в истории употребив данный термин в его современном значении.
В августе 1860 года Олмстед чуть не погиб, упав на ходу с перевернувшейся двуколки с новорождённым сыном на руках. Мальчик умер спустя несколько дней, а Фредерик Ло, получивший тройной перелом ноги, выжил, несмотря на неутешительный прогноз врачей. Следствием травмы стала укороченная нога и сильная хромота до конца жизни.
Ещё на начальной стадии строительства стало очевидно, что бюджет парка значительно превосходит выделенные на него средства, и, пока Олмстед находился в Европе, Совет уполномоченных назначил Эндрю Грина на должность главного контролёра, чтобы снизить расход государственных средств. В течение 1860 года между Олмстедом и Грином разгорелся конфликт: главный архитектор жаловался, что Грин придирается к любым, даже самым мелочным тратам и стремится занять его место. В январе 1861 года Олмстед подал эмоциональное прошение об отставке с обоих занимаемых им постов: главного архитектора и управляющего, которое было удовлетворено в июне того же года.

### В годы Гражданской войны

#### Санитарная Комиссия

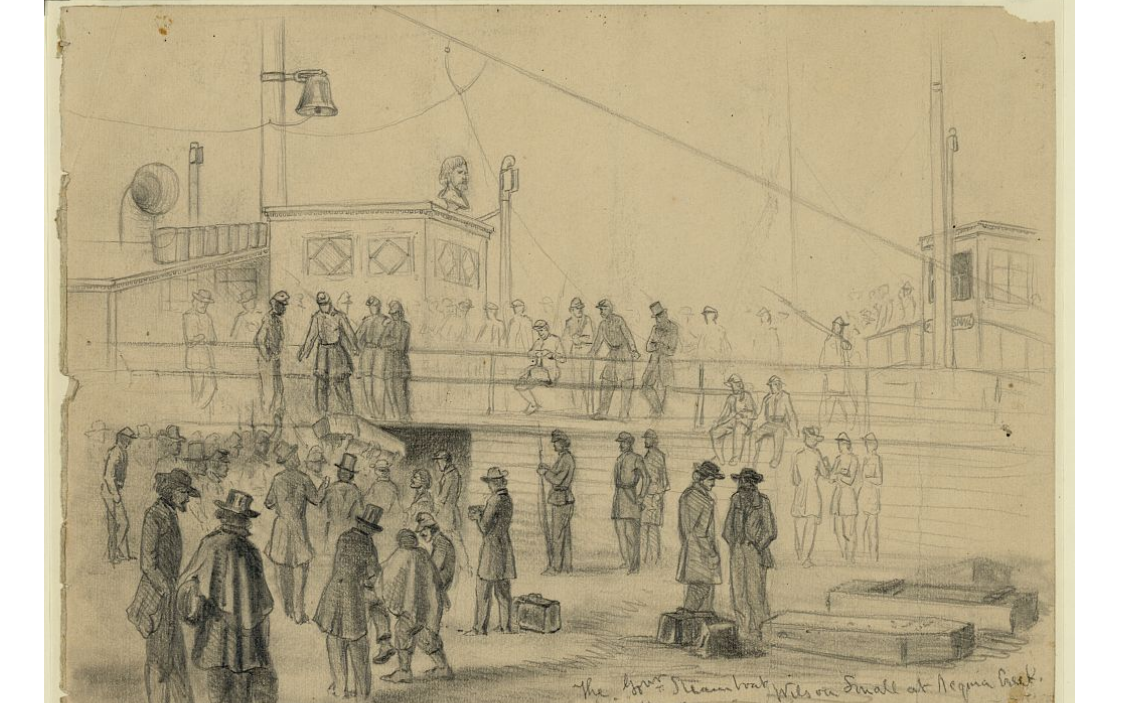
Пароход Уилсон-Смолл, на котором разместился плавучий госпиталь под началом Олмстеда. Рисунок Эдвина Форбса, 1863

С началом Гражданской войны (1861—1865) Олмстед начал искать возможность принять в ней участие на стороне Союза, несмотря на свою покалеченную ногу. В июне 1861 года он принял предложение священника Генри Беллоуза занять должность главного администратора (англ. chief executive) в «Санитарной Комиссии», созданной с целью организации первой помощи раненым и больным военнослужащим. Инспекция палаточных лагерей к югу от Вашингтона показала отсутствие в них необходимых санитарных условий: добровольцы были одеты во что попало, отдыхали скученно в грязных палатках либо на голой земле, питались скудными и испорченными продуктами. Опрос ополченцев после поражения в битве при Булл-Ране показал слабую организацию наступления северян: одна часть военнослужащих перед началом боя страдала от недостатка воды, пищи и сна, другая бросилась в бой сразу после утомительного марш-манёвра.
Особую озабоченность Олмстеда представлял «Медицинский Комитет» — немногочисленное подразделение медиков, не предусмотренное для работы в условиях масштабных боевых действий и возглавляемое престарелым хирургом. Осенью 1861 года Олмстед подготовил ряд законодательных инициатив для реорганизации медицинской службы, встретился с главнокомандующим Потомакской армии Джорджем Макклелланом, сенатором Генри Уилсоном и добился аудиенции у президента Авраама Линкольна. Соответствующий законопроект был одобрен Конгрессом США лишь весной 1862 года, когда затягивание военных действий стало очевидным.
Во время кампании на полуострове Олмстед организовал работу нескольких плавучих госпиталей на притоках реки Йорк в Виргинии, в штате которых значились профессиональные хирурги, медицинские братья и сёстры, а также обслуживающий персонал. Судна принимали больных и раненых, оказывали первую медицинскую помощь (в том числе делали операции по удалению пуль и ампутации) и по морю эвакуировали в больницы Нью-Йорка и Бостона. Ещё одной функцией Санитарной Комиссии, которой непосредственно руководил Олмстед, был сбор пожертвований в северных штатах посредством организации разнообразных благотворительных ярмарок и концертов. Приобретённые на вырученные средства продовольствие, одежда, медицинские препараты и принадлежности транспортировались в зону боевых действий и распределялись между полевыми госпиталями. Например, непосредственно перед сражением у реки Энтитем-Крик организация обустроила 12 складов в тылу армии США и поставила более 28 тыс. рубашек, полотенец, подушек, оловянных кружек и других сухих товаров, а также 30 баррелей перевязочных материалов, хлороформ, опиум, 2620 фунтов сгущённого молока, 5 тыс. фунтов говядины, 3 тыс. бутылок алкогольных напитков, свежие лимоны, печенье, чай и сахар.

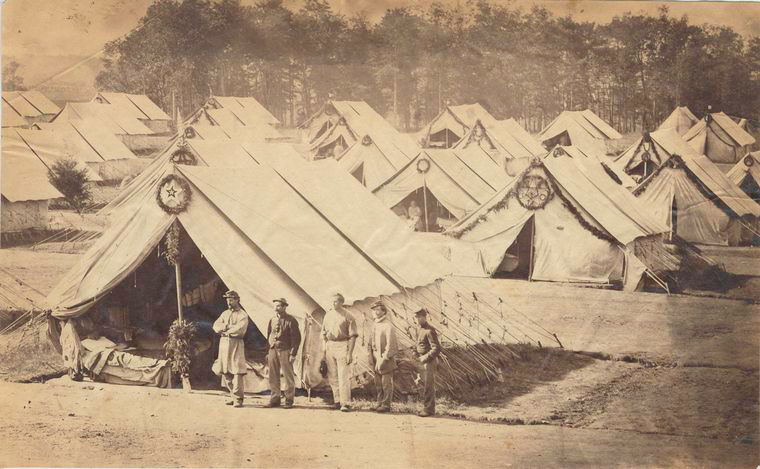
Полевой госпиталь на месте Битвы при Геттисберге

В начале 1863 года Санитарная Комиссия представляла собой уже сильно разросшуюся организацию, объединявшую более 250 сообществ в различных городах США, и в ней наметился раскол между центральным управлением в Вашингтоне и подразделениями на западном театре военных действий. С целью разрешить разногласия весной этого года Олмстед совершил поездку по США, посетив Кливленд, Цинциннати, Чикаго, Сент-Луис и Луисвилл, а также ставку генерала Улисса Гранта в Луизиане, где провёл встречу с будущим президентом США. Известия о Битве при Геттисберге застали Олмстеда в Филадельфии, где он занимался закупкой продовольствия, и спустя трое суток он был на месте этого самого кровопролитного сражения войны, распределяя помощь среди раненых.

#### На золотых приисках
Трения внутри Санитарной Комиссии касались в том числе распределения средств на ту или иную кампанию. Олмстед, помня об аналогичном конфликте с Эндрю Грином в период работы в Центральном парке, принял решение об отставке с поста администратора этой организации. Война шла на спад, и ему надо было планировать карьеру в мирное время. Известный журналист Чарльз Дана предложил Фредерику возглавить руководство золотыми приисками в землевладении Mariposa Estate у подножий гор Сьерра-Невада в Калифорнии, которое только что было приобретено группой финансовых спекулянтов.
В октябре 1863 года Олмстед прибыл в Сан-Франциско, ещё через несколько дней на лошадях добрался до небольшого городка Беар-Вэлли, где находился офис компании и несколько золотоносных рудников. К удивлению Олмстеда, оборудование для золотодобычи оказалось сильно изношенным и отчасти нерабочим. В регионе свирепствовала сильная засуха, и обмелевшая река Марипоса не давала достаточно воды для амальгамации — процесса извлечения металла из руды; вместо ожидаемой прибыли бизнес приносил большие убытки. В ходе управления также выяснилось, что предыдущий владелец Джон Фримонт не только не уделял достаточно внимания своему бизнесу, но и залез в большие долги, о которых новым владельцам известно не было. Эта информация случайно вскрылась в ходе одного судебного заседания в Нью-Йорке в декабре следующего 1864 года. Разбирательство не имело прямого отношения к Mariposa Estate, но затрагивало репутацию одного из его новых владельцев — бывшего мэра Нью-Йорка Джорджа Опдайка, который, как оказалось, также использовал мошеннические схемы. Результатом расследования стал арест имущества, о чём сам Олмстед узнал лишь от прибывшего в офис пристава в начале 1865 года.
Большую часть времени с января по май 1865 года Олмстед провёл в Сан-Франциско, где с помощью телеграфа пытался связаться с советом директоров компании относительно дальнейших инструкций. За это время ему удалось выполнить краткосрочный контракт на проектировку кладбища Маунтин-Вью в Окленде, в котором он вновь продемонстрировал свой новаторский стиль: в частности, в нём были предусмотрены временные могилы для китайских иммигрантов и большое количество одиночных участков. Кладбище было засажено вечнозелёными кипарисами, которые с античных времён символизировали бессмертие. Калверт Вокс, с которым Олмстед всё время жизни в Калифорнии не прекращал переписку, в письме уговорил его вернуться обратно в Нью-Йорк: город после окончания войны вернулся к планам по дальнейшему развитию Центрального парка. Кроме того, предстояло создать ещё один пейзажный парк на территории Бруклина. Решению способствовал отказ нового владельца Mariposa Estate от услуг Олмстеда.

#### Долина Йосемити

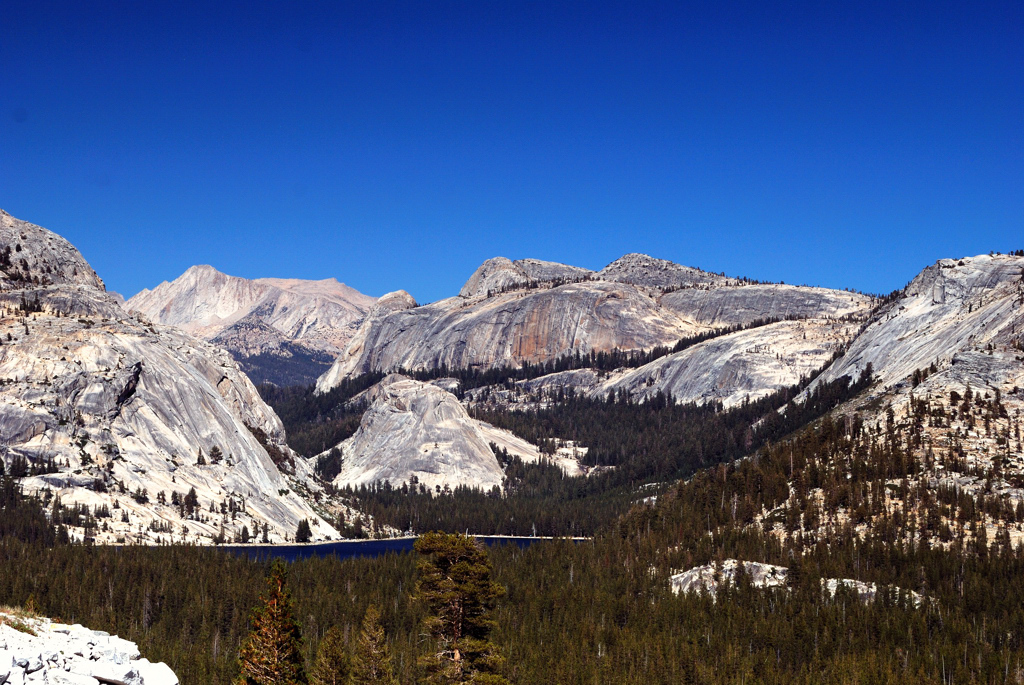
Долина Йосемити. Вид со смотровой площадки, названной в честь Фредерика Олмстеда — Olmsted Point

Параллельно с основной работой в компании Mariposa Estate Фредерик Олмстед был занят над ещё одним проектом, который не только показал его с новой стороны, но и имел далеко идущие последствия. Недалеко от Беар-Вэлли находится долина Йосемити горного хребта Сьерра-Невада. В первой половине 60-х годов XIX века она получила известность благодаря работам фотографа Карлтона Уоткинса и художника Альберта Бирштадта. Оба мастера независимо друг от друга побывали в Йосемити и выставили свои работы в нью-йоркских галереях. Ещё одним посетителем стал управляющий пароходной компании Исраэль Рэймонд (Israel W. Raymond), который не только восхитился ландшафтами долины, но и увидел перспективу привлечения туристов. Он отправил письмо сенатору Джону Коннессу с просьбой ограничить в долине хозяйственную деятельность, передав её в собственность штата. В списке возможных попечителей на первом месте стоял Фредерик Олмстед, до этого даже не знакомый с Рэймондом. Коннесс подготовил соответствующий законопроект в местную легислатуру, а та, в свою очередь, одобрила, скопировав список попечителей из письма Рэймонда. 30 июня 1864 года законопроект, предусматривающий переход долины Йосемити и близлежащей рощи Марипоса во владение штата Калифорния, подписал президент Линкольн.
Олмстед получил известие о назначении на должность главы Совета попечителей аккурат в день, когда он сам только что вернулся из путешествия на лошадях по Йосемити. Он провёл в долине вместе с семьёй и проводником более двух недель, оставив о ней только восхищённые воспоминания: «Единство глубочайшего величия и глубочайшей красоты природы — не в той или иной характеристике, не в том или ином пейзаже, даже не в каком-нибудь ландшафте самом по себе, но везде и вокруг, где бы посетитель не оказался, его окружает величайший триумф природы — Йосемити».
В новой должности Олмстед за свой счёт заказал чертёж границ охраняемой территории, и подготовил предложения о создании туристических троп и стоянок, удобных для путешественников. Подробный план обустройства долины был представлен им в августе 1865 года на встрече со спикером Палаты представителей и будущим вице-президентом США Шайлером Колфаксом, который в окружении многочисленных журналистов прибыл в Йосемити. Олмстед возглавил экскурсию представительной делегации по будущему парку и в один из дней публично выступил с основными тезисами подготовленного по этому случаю трактата. «Йосемити навеки должна оставаться под охраной и управлением для свободного доступа человечества», утверждал Олмстед, «и поэтому забота о ней, гостеприимство по отношению к посетителям со всех концов света должны стать благородной обязанностью исключительно суверенного штата». Олмстед предвидел, что когда-нибудь число посетителей долины будет исчисляться миллионами, и для поддержания его хрупкой природы понадобятся усилия государства. Территория оставалась в юрисдикции штата вплоть до 1906 года, когда, уже после смерти Олмстеда, под давлением общественности была преобразована в Йосемитский национальный парк.

### Послевоенное строительство

#### Проспект-парк

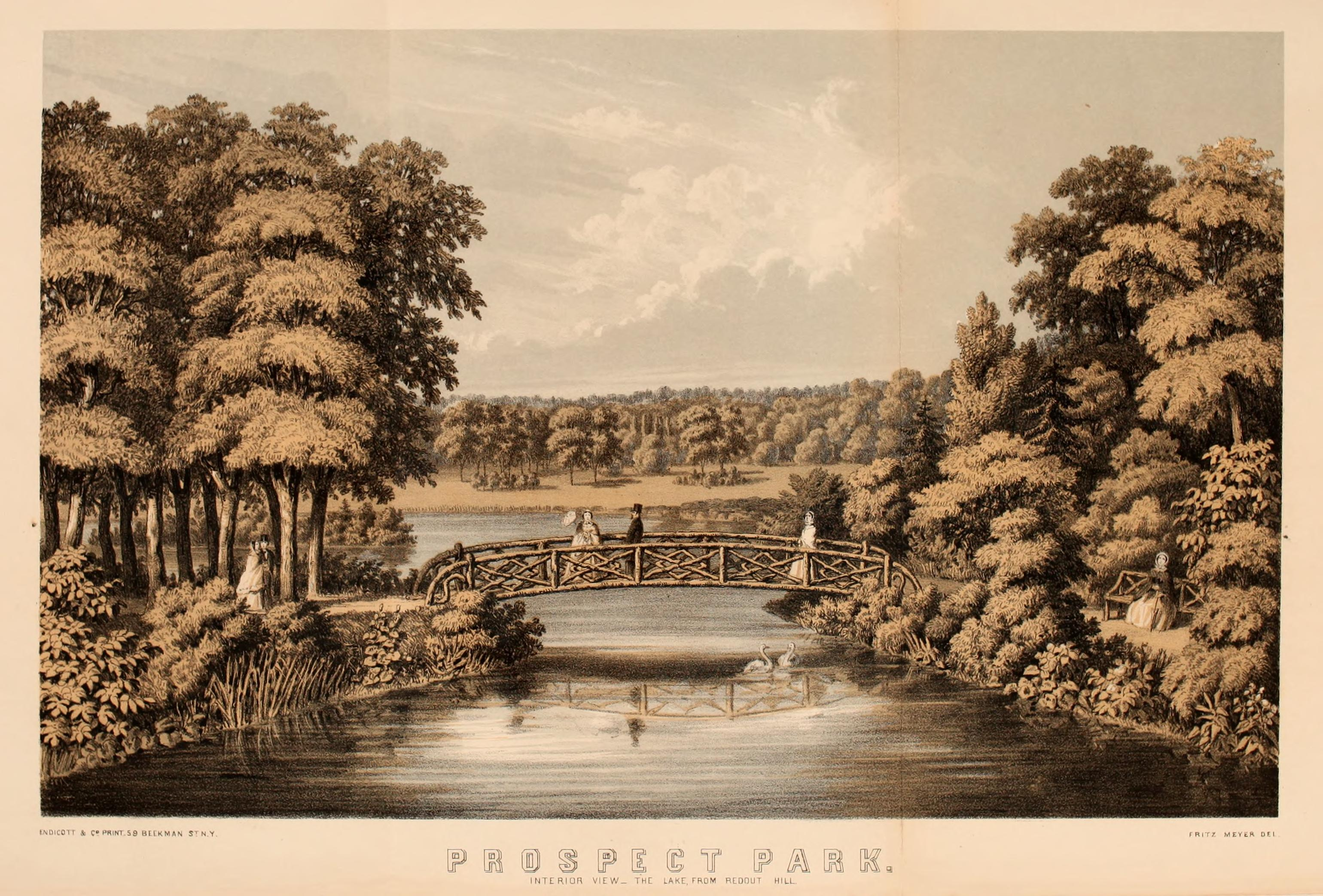
Проспект-парк в первые годы после открытия

Экономика США после окончания гражданской войны в 1866—1873 годах переживала бурный подъём, что отразилось на строительных заказах. После возвращения в Нью-Йорк в ноябре 1865 года Олмстед и Вокс основали фирму «Olmsted, Vaux & Company», основным направлением деятельности которой была обозначена ландшафтная архитектура. Партнёры восстановили сотрудничество с попечительским советом Центрального парка, заняв в нём должности архитекторов. Параллельно фирма получила заказ на создание Проспект-парка. Большой общественный парк в Бруклине, размерами и стилистикой сопоставимый с Центральным парком на Манхэттене, был запланирован властями города ещё в 1860 году, однако его реализацию пришлось отложить из-за войны. В отсутствие Олмстеда предварительный заказ на создание проекта новой зоны отдыха был предложен Воксу, однако сам архитектор нуждался в поддержке своего компаньона и по этой причине убедил его вернуться на восточное побережье. Детальный план парка, составленный Олмстедом и Воксом, был подготовлен в январе 1866 года; спустя несколько месяцев началось его строительство.
Как и в первой своей работе, архитекторы сосредоточились на идее воссоздания участка дикой природы посреди городских кварталов. Одной из жемчужин Проспект-парка стало строительство протяжённого водотока, который на разных участках создавал иллюзию то бурного ручья в лесистом горном ущелье, то живописного озера со множеством мелких островов. В отличие от проекта на Манхэттене, где центральный водоём был выкопан на месте заболоченного ручья и отчасти питался его водами, в Бруклине всю систему пришлось формировать с нуля, снабжая её водой из колодца с помощью мощного насоса. Дно водотока на всём его протяжении было выложено керамической плиткой — так же, как и в Центральном парке. Новаторской идеей стала пересадка деревьев с одних участков парка на другие, для чего один из строителей инженер Джон Кульер изобрёл специальный механизм, с виду похожий на огромную телегу— он зажимал ствол с двух сторон и вытягивал его из земли вместе с корневой системой, перевозил и высаживал на новом месте. Аналогом «Овечьего луга» в Центральном парке стал «Долгий луг» (англ. Long Meadow) в Бруклине, протянувшийся на полтора километра в его северо-западной части. Авторы спланировали тропинки лужайки ниже уровня земли, что со стороны создавало впечатление скольжения двигающихся по нему людей. Несмотря на разнообразие ландшафтов парка, все они являлись частью глубоко продуманной единой системы, призванной создать ощущение гармонии в загородной глуши, свободной от городской суеты. Обособленной частью проекта стало оформление Проспект-парк-плаза — овальной площади на его северной границе, где был оборудован центральный вход, и прилегающих к ней улиц.

#### Чикаго и Буффало
В 1869—1871 годах фирма «Olmsted, Vaux & Co» работала над несколькими проектами в Чикаго и Буффало, параллельно оказывая консультативные услуги в Нью-Йорке и Бруклине. Необычный для своего времени заказ предусматривал дизайн и строительство нового посёлка Риверсайд в нескольких километрах от Чикаго, в котором сельский, размеренный образ жизни совмещался бы с наличием современной городской инфраструктуры. Олмстед разработал план этого населённого пункта, в котором около 40 % было отведено под общественное пространство, в первую очередь парковое. Чтобы подчеркнуть неторопливый загородный быт, архитектор спроектировал улицы криволинейными, следуя особенностям ландшафта и избегая острых углов. После крупного пожара в Чикаго в 1871 году и последующей экономической депрессии фирма-заказчик обанкротилась и её сотрудничество с архитекторами прервалось на ранней стадии строительства, однако в будущем план Олмстеда был в общих чертах реализован, а сама градостроительная концепция стала использоваться на всей территории США. В знак признания заслуг мастеров в 1970 году сохранившиеся кварталы Риверсайда получили статус Национального исторического памятника США.

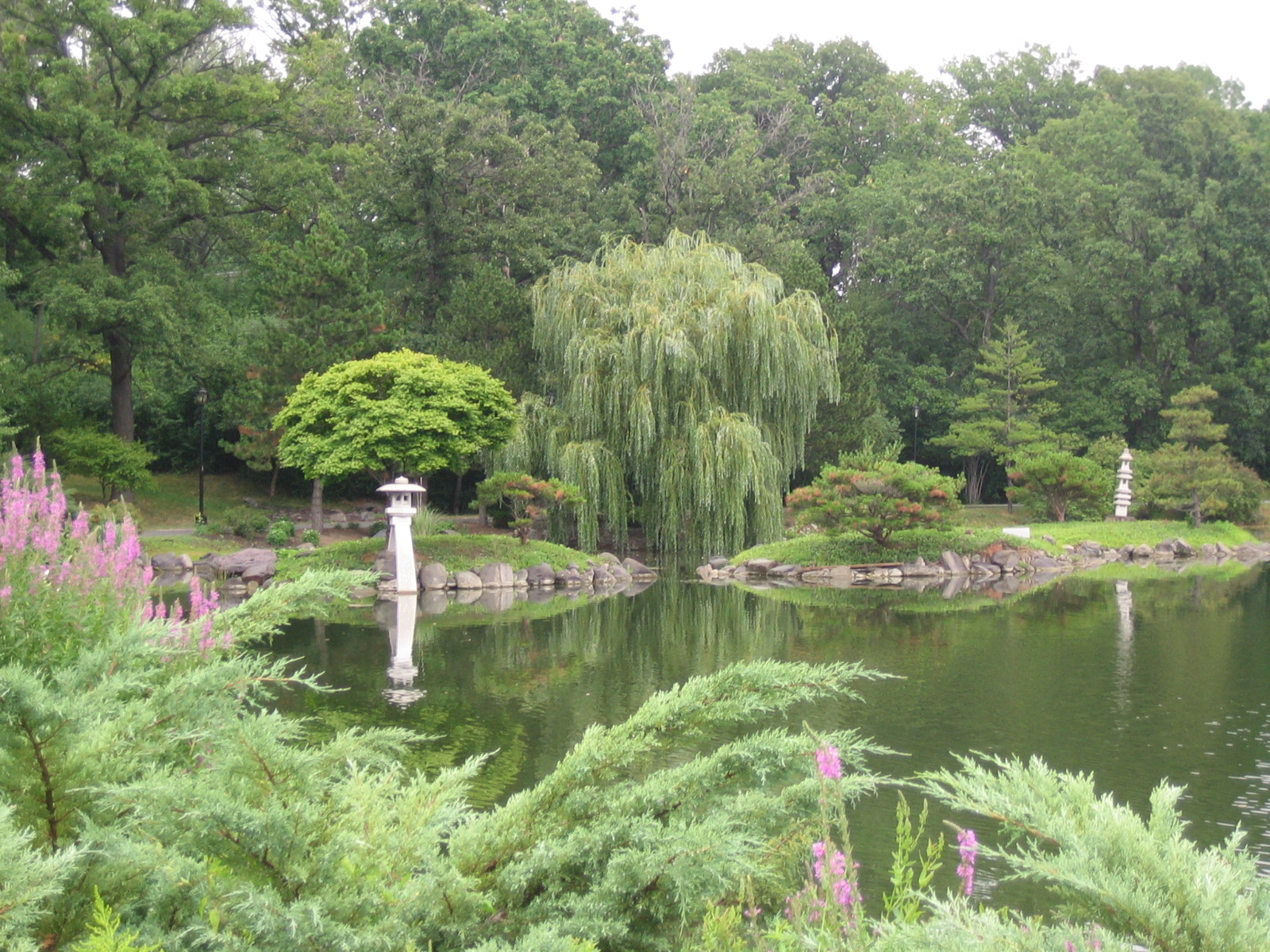
Парк Делавер в Буффало

В Буффало Олмстед и Вокс последовательно перешли к концепции создания парковых комплексов, то есть серии разноплановых мест отдыха в различных частях города, соединённых между собой аллеями наподобие Елисейских полей или Авеню Фош в Париже. Идея широких улиц бульварного типа, предназначенных как для движения на повозках, так и для пеших прогулок, была предложена и затем реализована ещё при обустройстве пространства вокруг Проспект-парка в 1866 году. Ведущие к нему проспекты были обсажены вязами с обширными кронами, и получили названия Eastern Parkway и Ocean Parkway, а сам неологизм «parkway» («парквэй», в буквальном переводе «парковый путь»), введённый в обиход Олмстедом и Воксом, в дальнейшем получил широкое распространение на востоке США и в Канаде. В Буффало были спланированы три парковых зоны. Центральной и самой большой (1,52 км²) из них стало место для гуляний на северной окраине города, обозначенное партнёрами просто как «Парк» («The Park», в XX веке переименован в «Парк Делавер»). Согласно плану, от него расходящиеся лучевые аллеи должны были вести к двум другим паркам города: одному, расположенному на берегу озера Эри и вытекающей из него реки Ниагары («The Front»), и другому на востоке Буффало («The Parade», ныне Парк имени Мартина Лютера Кинга). Если в первом случае авторы продолжили традицию воссоздания «пасторальных» пейзажей с лесами, озёрами и лужайками, то две другие зоны отдыха подразумевали иную функциональную направленность. На скалистом берегу Эри и Ниагары была построена широкая терраса для любования водными просторами, а парк «Parade» был предназначен для социальных мероприятий: пикников, встреч, спортивных игр и военных тренировок.

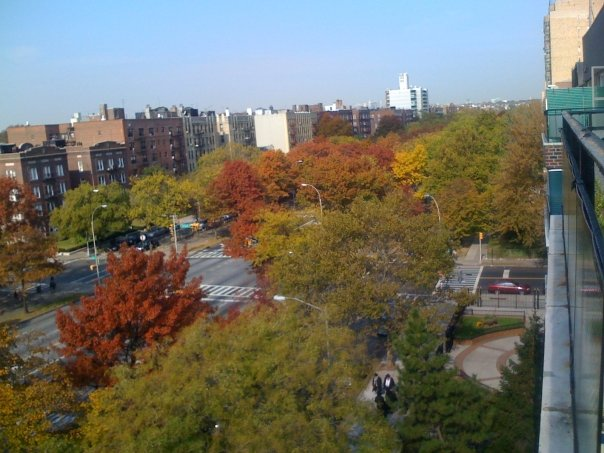
Улица Ocean Parkway в Бруклине

Ещё одним успешным проектом компании «Olmsted, Vaux & Co» в Буффало стало обустройство и озеленение территории местной психиатрической лечебницы, строительством которой занимался молодой и на тот момент почти неизвестный архитектор Генри Ричардсон. Изначальный план, составленный бизнес-партнёрами, был утерян, однако впоследствии Олмстед уже без участия Вокса создал новый, который и был воплощён в жизнь. Сложившиеся в ходе сотрудничества дружеские отношения с Ричардсоном сыграли большую роль в дальнейшей карьере Олмстеда.
Чикагский пожар уничтожил уже утверждённые чертежи двух новых общественных парков на территории этого города: Южного и Джексон, которые должны были быть соединены между собой живописным каналом с лодочными станциями. После окончания финансового кризиса уже другой архитектор, Хорас Кливлэнд создал собственный проект, приняв за основу основные идеи Олмстеда. Участок земли на берегу озера Мичиган, на котором планировалось создать вторую зону отдыха, долгое время оставался незастроенным, пока в 1890-е годы Олмстед, уже на закате своей карьеры, не создал на ней план предстоящей Всемирной выставки.

#### Разрыв с Калвертом Воксом
Во многом благодаря своей общительности и умению убеждать, Олмстед приобрёл достаточно видное положение в нью-йоркском обществе, что резко контрастировало с положением образованного и трудолюбивого, но скромного в общении Вокса. Отчасти трению среди компаньонов способствовало назначение Олмстеда временным уполномоченным городского Департамента публичных парков в мае — октябре 1872 года, пока его президент Генри Стеббинс находился в Европе в связи с отпуском. Влиятельная прослойка американцев стала воспринимать Олмстеда в качестве главного создателя Центрального парка, несмотря не только на фактическое положение дел (Олмстед и Вокс внесли равный вклад, каждый по-своему), но и на возражения самого Олмстеда, неизменно поправлявшего журналистов в несправедливости такого вывода. Тем не менее, 18 октября 1872 года фирма «Olmsted, Vaux & Co» прекратила своё существование, официальное партнёрство её создателей завершилось. В дальнейшем Олмстед и Вокс ещё работали совместно над отдельными проектами, однако их сотрудничество уже не было таким тесным и дружеским, как прежде.

#### Парки Морнингсайд и Риверсайд
В 1873 году началась история ещё двух нью-йоркских парков, спроектированных совместно Олмстедом и Воксом: «Морнингсайд» и «Риверсайд». Осенью этого года оба проекта были одобрены Департаментом публичных парков, однако их строительство несколько затянулось.
Олмстед, получивший должность архитектора Морнингсайд-парка (Калверт Вокс изначально участия в реализации проекта не принимал), приступил к работе практически сразу: согласно отчёту, к концу этого года удалось проложить дорожки, подготовить котлован и дренажные трубы под водоём, начать строительство каменных оград. Однако вскоре после этого работы были заморожены вследствие наступившего экономического кризиса, а в 1880 году руководить строительством был назначен Джейкоб Моулд. Четырнадцать лет спустя в 1887 году Олмстеда вновь пригласили на должность архитектора, решив вернуться к изначальной планировке. В свою очередь, сам Олмстед настоял на привлечении к работе Вокса, с которым к тому времени частично восстановил сотрудничество. В отличие от Центрального и Проспект-парка, в данном проекте архитекторы решили не изменять ландшафт кардинально, а сохранить его сложный скалистый рельеф.
Строительство Риверсайд-парка в Верхнем Вест-Сайде началось в 1876 году. В отличие от предыдущих нью-йоркских проектов, этот предполагал обустройство территории в полосе берега реки Гудзон, между проложенной ранее железной дорогой и скалистым возвышением. Олмстед был против обильных зелёных насаждений, которые закрывали бы панораму нижнего течения Гудзона. Он спроектировал извилистую тропу для верховой езды, окаймлённую рядами деревьями, и несколько тенистых пешеходных тропинок; предусмотрел смотровые площадки. Вдоль восточной, обращённой вглубь острова границы парка, был проложен бульвар, названный Риверсайд-драйв. Сотрудничество Олмстеда с организаторами зоны отдыха продолжалось до 1878 года, при этом большая часть его плана была воплощена в жизнь.

#### Преобразование Капитолия

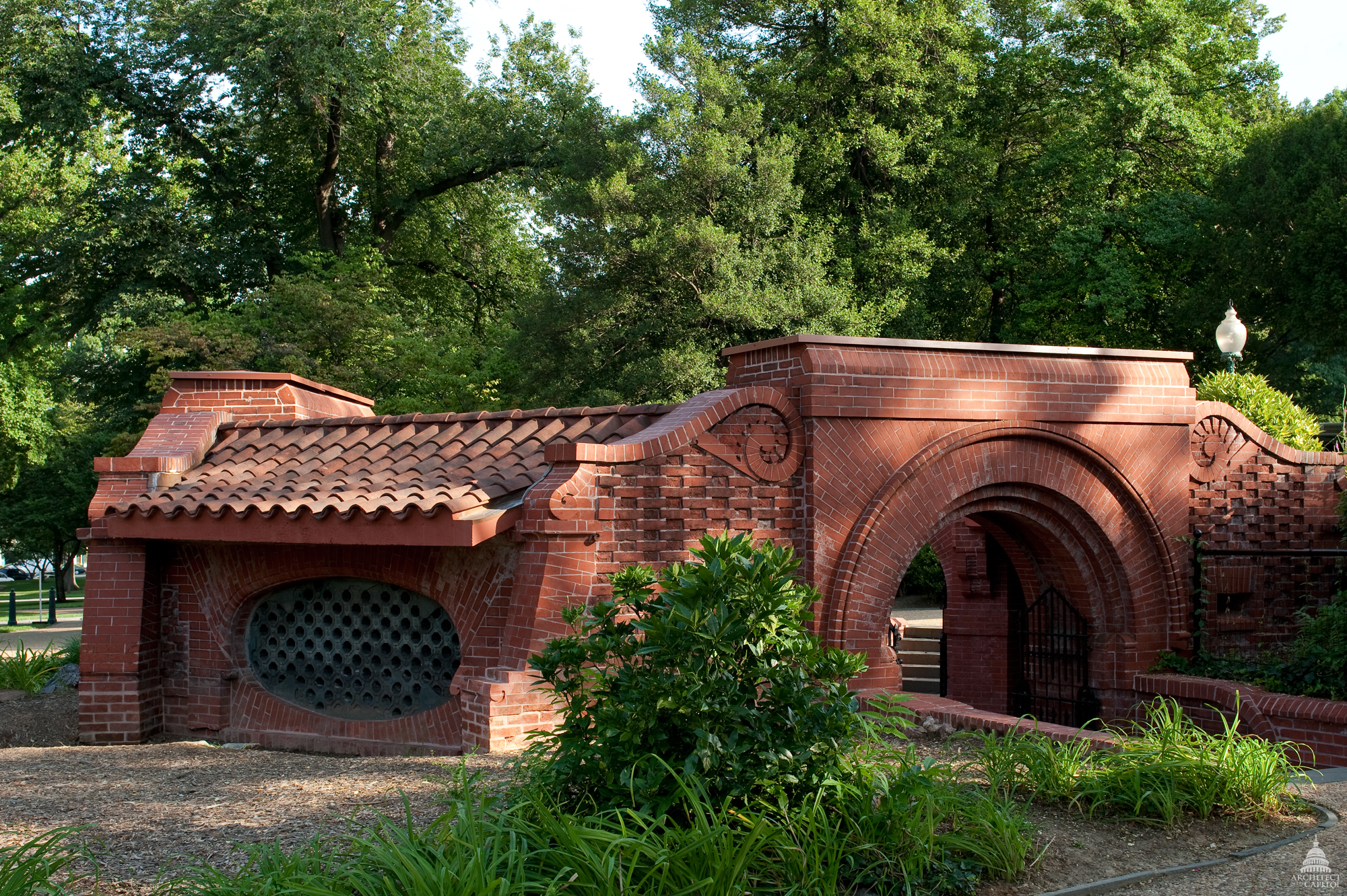
Summerhouse — сооружение для отдыха в парке возле вашингтонского Капитолия

Успешным оказался проект ландшафтного преобразования территории вокруг Капитолия — здания Конгресса США в Вашингтоне, которое в предыдущие годы претерпело значительные архитектурные изменения. В марте 1874 года, когда Олмстед получил заказ на строительство садов и партеров возле парламента, площадка вокруг него представляла собой вытоптанную лужайку с редкими чахлыми деревьями, а сам Капитолий — вытянутое здание с непропорционально высоким куполом, к тому же главным фасадом выходящее на противоположную от других федеральных построек сторону.
В июне 1874 года архитектор представил подробный проект реконструкции площади, в котором были спроектированы извилистые дорожки, бордюры, зелёные насаждения, фонтаны, малые архитектурные формы и другие сооружения. Особенной гордостью автора стал небольшой домик для отдыха с фонтаном питьевой воды и карильоном, названный им «Summerhouse». В отличие от ранее спроектированных живописных парков, где каждая деталь должна была воссоздать ощущение загородного быта, здесь главной целью стало подчёркивание величественности здания парламента. Почвы вокруг Капитолия были удобрены гуано из Перу. Высажены около тысячи деревьев, главным образом вязы, липы, конские каштаны и дубы, а также магнолии, шелковицы и ликвидамбры. Сам Капитолий также претерпел изменения: по предложению Олмстеда северный, западный и южный фасады здания были дополнены мраморными террасами, которые не только изменили его визуальные пропорции (они стали более гармоничными), но и переориентировав его с востока на запад — в сторону Национальной аллеи и комплексу правительственных зданий, включая Белый дом.

#### Третья поездка в Европу
Несмотря на многочисленные, но временные, заказы, Олмстед все послевоенные годы сохранял за собой должность ландшафтного архитектора Департамента публичных парков Нью-Йорка, после каждой своей поездки возвращаясь к работе по поддержанию Центрального парка в порядке. Сотрудничество Олмстеда с вновь избранным Советом попечителей, большинство членов которого считали себя последователями движения Таммани-холл, сопровождалось частыми конфликтами. Как указывают исследователи, основным поводом для недовольства заказчиков стало противодействие архитектора новым идеям попечителей, например организации скачек в южной части парка или устройству зверинца на лужайке. В результате противостояния в конце 1877 года должность Олмстеда была упразднена, а сам он остался без основного места работы и мог полагаться только на заказы.
На фоне неурядиц у Олмстеда возникли признаки различных заболеваний, в первую очередь депрессии. Он стал замкнутым, его преследовали тревожные мысли будущей потери средств к существованию. С началом 1878 года архитектор по настоянию врача отправился в Европу, где в это время находился его племянник и приёмный сын Джон. Джон готовился пойти по стопам своего отчима и с этой целью изучал садово-парковое искусство Старого света, попутно выполняя его поручения. С января по апрель Олмстед вместе с сыном посетил несколько европейских городов — вновь посетил Беркенхед-парк, побывал в лондонском Риджентс-парк и мюнхенском Английском саду, покатался на гондоле по каналам Венеции и побродил по улицам Парижа. Как и в предыдущие свои поездки, Олмстед внимательно записывал в блокнот результаты своих наблюдений, а сопровождавший его Джон, имевший дар рисовальщика, создавал наброски.

### Бостонский период
Восьмидесятые и первая половина девяностых годов XIX века — период наибольшей творческой активности Фредерика Олмстеда. В какой-то период заказов стало так много, что он открыл свою фирму в пригороде Бостона Бруклайне и нанял в неё дополнительных сотрудников. Получив заказ в каком-либо населённом пункте, он прибывал на место, изучал территорию, затем создавал проект и на его основе составлял непосредственный план работ. Выполнением проекта занимался его представитель, а сам Олмстед появлялся на месте только тогда, когда требовалось его непосредственное участие.

#### «Изумрудное ожерелье» Бостона

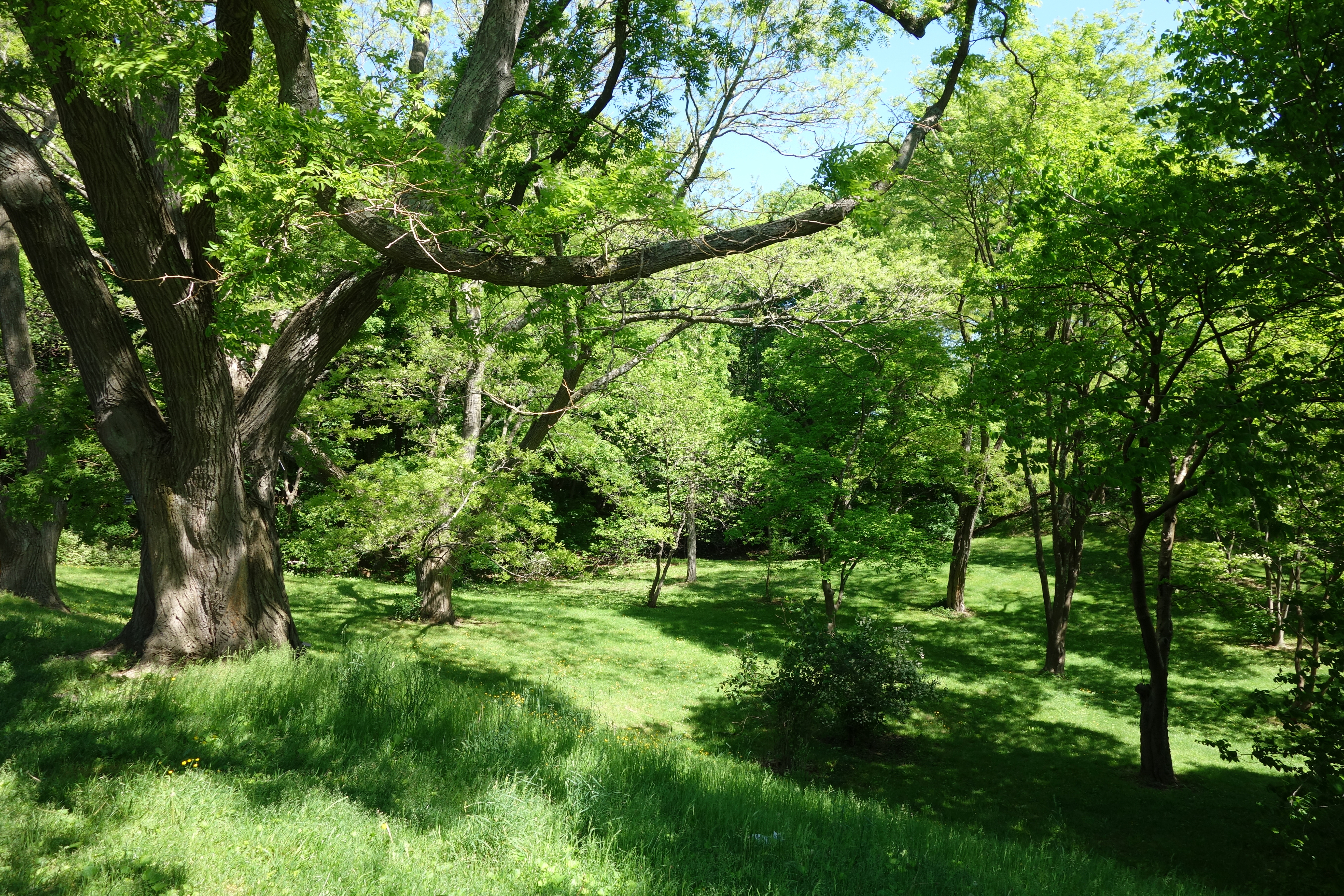
Дендрарий Арнольда

Во второй половине 70-х годов XIX века, когда услуги Олмстеда в Нью-Йорке становились всё менее востребованными, в Бостоне шло бурное обсуждение планов оборудования новых зелёных зон в дополнение к уже существующим Бостон-Коммон и Паблик-Гарден. Архитектор очень рассчитывал на сотрудничество с мэрией этого города, однако его первое обращение оказалось неудачным: вместо заказа мастер получил приглашение возглавить приёмную комиссию по выбору проекта на конкурсной основе. Лишь после того, как план победителя состязания оказался неосуществимым (при этом сам Олмстед отказался от участия в судействе), бостонские комиссионеры пошли ему навстречу. Не последнюю роль в сделке сыграл архитектор Генри Ричардсон, хорошо знакомый как с Олмстедом, так и с заказчиками.
Изначально речь шла о благоустройстве небольшого земельного участка в устье реки Чарльз, периодически затопляемого водами Атлантического океана. По сути, территория будущего парка, названного впоследствии Бэк-Бэй Фенс, представляла собой заболоченный пустырь на месте солончакового луга, непригодный для культивирования большинства растений. К тому же он был сильно загрязнён мусором и сточными водами из близлежащих городских кварталов. Олмстед с помощью инженеров очистил и изменил траекторию протекающего по территории ручья, сделав его более извилистым и живописным. В месте впадения водотока в реку были поставлены регулирующие уровень воды ворота. Другие гидротехнические сооружения аккумулировали приходящие извне ливневые потоки, загрязнявшие парк нечистотами. Парковая зона была засажена толерантными к маршевым почвам растениями: осокой, спартиной, дистихлисом, гребенщиком, сливой морской. В качестве эксперимента были высажены кусты вечнозелёной магонии падуболистной родом из западных штатов США. Дорожки были спроектированы таким образом, чтобы посетители могли любоваться воссозданным лугом, но не повредить его. В свою очередь, Генри Ричардсон спроектировал широкий мост, ныне знаменующий начало улицы Бойлстон.
В 1879 году Олмстед по приглашению Чарльза Сарджента приступил к составлению плана преобразования территории недавно открытого Дендрария Арнольда — коллекции древесных растений при Гарвардском университете. Как и в случае с парком Бэк-Бэй Фенс, лесопитомник должен был стать ещё одним свободным для посещения местом отдыха горожан и гостей Бостона. Олмстед разработал извилистую систему дорожек, вдоль которых были высажены деревья, сгруппированные в соответствии с классификацией Бентама и Гукера. По замыслу Сарджента, «проезжающие через дендрарий посетители могли получить общее представление о древесной растительности умеренного пояса северного полушария, не покидая своей повозки». Есть надежда, полагал ботаник, что «избегание жёстких и формальных линий, присущих ботаническим садам, будет способствовать всестороннему изучению коллекции, как в научном, так и в живописном аспекте».

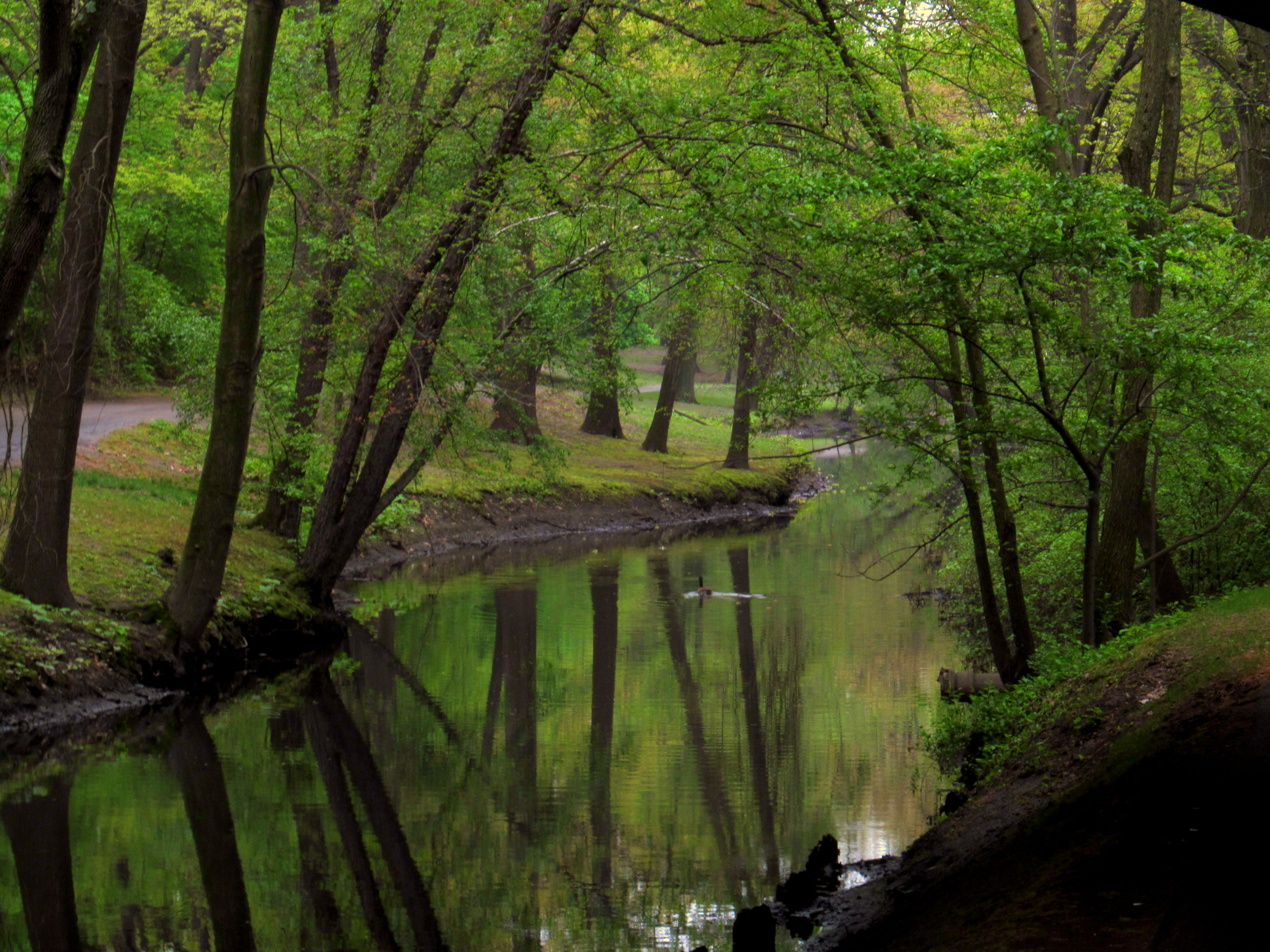
Зелёная зона Ривервэй

По мере продвижения проектов и выделения новых финансовых средств Олмстеду стали поступать всё новые и новые заказы. Городские власти попросили помочь с созданием обширного комплекса парковых и рекреационных зон, соединённых между собой бульварами и каналами. Идея системы общественных пространств, задуманная Олмстедом и Воксом ещё во время работы над бруклинским Проспект-парком и затем воплощённая в Буффало, в Бостоне и его окрестностях получила своё дальнейшее развитие. В период с 1878 по 1895 годы в городе образовалась целая цепочка зелёных площадок (ныне известная как «Изумрудное ожерелье», англ. Emerald Necklace), предназначенная как для активного, так и спокойного созерцательного отдыха.
Наиболее масштабным проектом серии стало создание Франклин-парка (открыт в 1885), названного так в честь одного из основателей американского государства Бенджамина Франклина. Олмстед разделил будущую зону отдыха на две разделённых дорогой части, одна из которых была спланирована в традиционном для него «пасторальном» стиле, а другая (известная как «The Playstead») предназначалась для набирающих популярность спортивных состязаний, таких как бейсбол, крокет и теннис. Другой проект, спланированный и реализованный Олмстедом, подразумевал благоустройство берега озера «Джамэйка-Понд» — водоёма, возникшего в результате действия термокарста во время последнего ледникового периода. Строительство зелёной зоны Ривервэй вдоль вытекающей из Джамэйка-Понд ручья Мадди-Ривер напоминало реализацию первого бостонского проекта Бэк-Бэй Фенс: долина захламлённого и дурно пахнущего водотока была преобразована в парк с дорожками и лесопосадками. Реконструкции подверглась и одна из центральных улиц Бостона — Коммонуэлс-авеню; в её срединной части появился широкий газон, деревья и пешеходная дорожка.
В процессе работы над проектами в 1883 году Олмстед вместе с семьёй переехал из Нью-Йорка в пригород Бостона Бруклайн. Усадьба архитектора, названная им «Fairsted», оставалась его постоянным местом жительства вплоть до выхода в отставку. В 1980 году имение перешло в федеральную собственность и приобрело статус национального исторического памятника. В настоящее время в нём организован музей, в котором хранятся личные вещи владельца, фотографии и архивные документы. На приусадебной территории разбит миниатюрный парк, созданный самим Олмстедом.

#### Ниагарский водопад
В 1869 году, когда в Буффало только началось проектирование зон отдыха, Олмстед посетил находящийся недалеко от города Ниагарский водопад. Компанию Олмстеду составили архитектор Генри Ричардсон и политик и федеральный прокурор Уильям Доршеймер. Как позднее вспоминал Олмстед, именно в ходе этой поездки в отеле Катаракт-хаус зародилось общественное движение «Free Niagara», целью которой стало создание на прилегающей к водопаду территории заповедной зоны. Обеспокоенность вызывало состояние уникального природного объекта, первозданная красота которого была нарушена многочисленными промышленными постройками, каналами, пирсами и коммерческими аттракционами. Толпы туристов были вынуждены платить владельцам прилегающих к нему участков земли, только чтобы увидеть каскады воды. Олмстед полагал, что, посещение Ниагары должно было быть свободным, сродни паломничеству вдумчивой и неторопливой встречей с живой природой.
Спустя десятилетие в 1880 году в легислатуру штата Нью-Йорк был представлен подготовленный лидерами движения обзорный доклад о состоянии Ниагарского водопада, а также приложенная к нему петиция с просьбой о национализации земли вокруг объекта и запрете на ней любой коммерческой деятельности. Коллективное обращение подписали сотни влиятельных людей того времени, в том числе Фредерик Олмстед, профессор Гарвардского университета Чарльз Нортон, основоположник теории эволюции видов Чарлз Дарвин, литераторы Томас Карлейль, Ральф Эмерсон, Генри Лонгфелло, Джон Рёскин и Джон Уиттьер, председатель Верховного суда США Моррисон Уэйт. Первая попытка защитить водопад оказалось неудачной: проект закона заблокировал губернатор Алонсо Корнелл. Лишь в 1883 году после серии публикаций в прессе и с приходом нового главы штата Гровера Кливленда был одобрен и подписан законопроект о создании Совета попечителей нового парка. Ниагарская резервация — так изначально назвали зону отдыха — была образована в апреле 1885 года.
В 1886 году Олмстед, все эти годы возглавлявший движение сторонников сохранения Ниагары и принимавший участие в подготовке доклада и петиции, был назначен архитектором строительства заповедной зоны. В свою очередь он обратился с предложением о сотрудничестве к своему бывшему компаньону Калверту Воксу. В следующем 1887 году Олмстед и Вокс представили план реконструкции, состоящий из двух частей. В первой части предлагалось проложить дорожки и тропинки вдоль американского берега реки, а также соорудить смотровую площадку «Проспект-Поинт» (Prospect Point) на краю «Американского водопада». Вторая часть предусматривала воссоздание девственного леса на Козьем острове между двумя ответвлениями Ниагары; здесь отдыхающие могли побродить по тропинкам в глубине острова и полюбоваться его природой. По периметру острова предлагалось проложить дорогу и соорудить несколько смотровых площадок с видами на реку и водопады. Наконец, несколько пешеходных мостов должны были соединить Козий остров с другими, более мелкими, островами выше по течению. После одобрения проекта его реализацией занимался в основном Вокс, в то время как Олмстед сконцентрировался на другой работе.

#### Стэнфордский университет
В период начала работы над созданием заповедника возле Ниагарского водопада Олмстед познакомился с крупным промышленником и экс-губернатором Калифорнии Леландом Стэнфордом, который на тот момент находился в восточных штатах, где занимался поиском персонала для своего строящегося университета в Пало-Алто. Предприниматель неожиданно предложил архитектору создать предварительный архитектурный план кампуса и, к удивлению Олмстеда, без раздумий согласился на необычно высокий гонорар, 10 тыс. долларов. В августе—сентябре 1886 года Олмстед вновь побывал на тихоокеанском побережье США, на этот раз совершив путешествие по недавно построенной трансконтинентальной железной дороге. Он исследовал территорию будущего учебного заведения, а также посетил недавно открытый парк «Золотые ворота» в Сан-Франциско и вновь побывал в роще «Марипоса» в Йосемити.

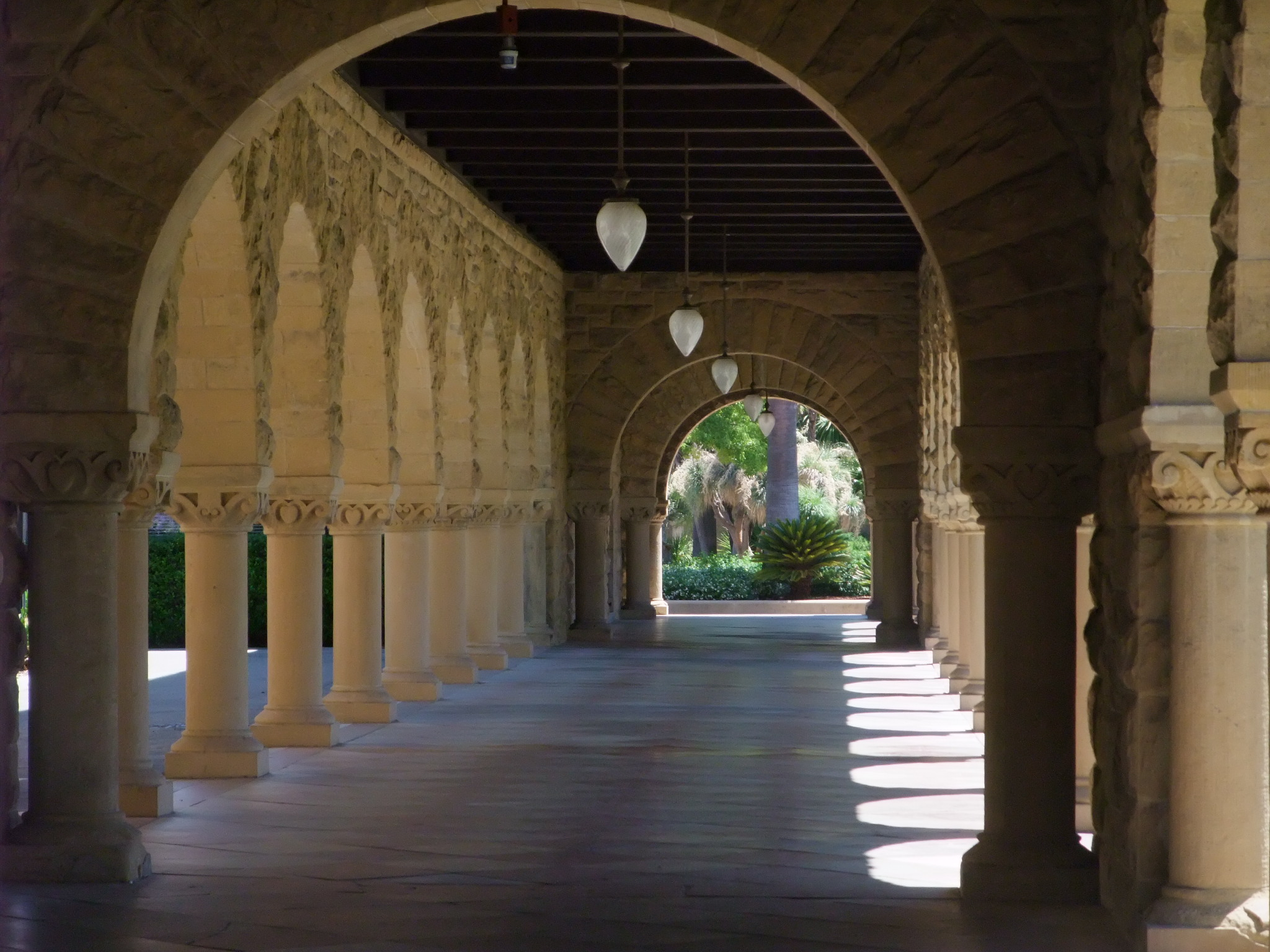
Галереи Стэнфордского университета

Уже дома в Бруклайне архитектор составил подробный план территории университета, который в некоторых аспектах заметно отличался от традиционной архитектуры высших учебных заведений того времени. По мнению Олмстеда, городок должен был стать центром социальной жизни преподавателей и студентов, удобный как для перемещения из одного конца в другой, так и для коммуникации. Соединённые между собой корпуса, облицованные кирпичом наподобие римской Базилики Святого Петра, украсили наружные галереи с арками и колоннами; в них можно было не только укрыться от дождя и палящего солнца, но также встретиться и пообщаться с учащимися других специальностей. Вдоль мощёных дорожек высаживались пальмы и другие аридные растения, создавая ощущение оазиса посреди пустынного ландшафта. Подъездная дорога, разделявшая кампус на две симметричные части, в какой-то момент раздваивалась и, описывая дуги, заканчивалась возле главного арочного входа. Студенты могли селиться не в тесных общежитиях, а в расположенных на территории кампуса домах коттеджного типа. Если Олмстед отвечал за общее расположение объектов и эстетическое восприятие кампуса в целом, то непосредственной архитектурой зданий университета занималась бостонская фирма «Shepley, Rutan and Coolidge», состоящая из учеников Генри Ричардсона.
По ряду обстоятельств проект Олмстеда был реализован лишь частично. Например, план по строительству коттеджных построек сохранился лишь на бумаге. Не был создан дендрарий — аналогичный тому, что Олмстед спроектировал в Гарварде. Наконец, сами учебные корпуса, изначально задуманные как соединённые крытыми проходами прямоугольные блоки, стали развиваться в другом направлении. Однако главное здание, ныне выделяющееся своими аркадными галереями, а также планировка зелёных насаждений и основных дорог сохранилась в том виде, в каком их задумал создатель.

#### Поместье «Билтмор»

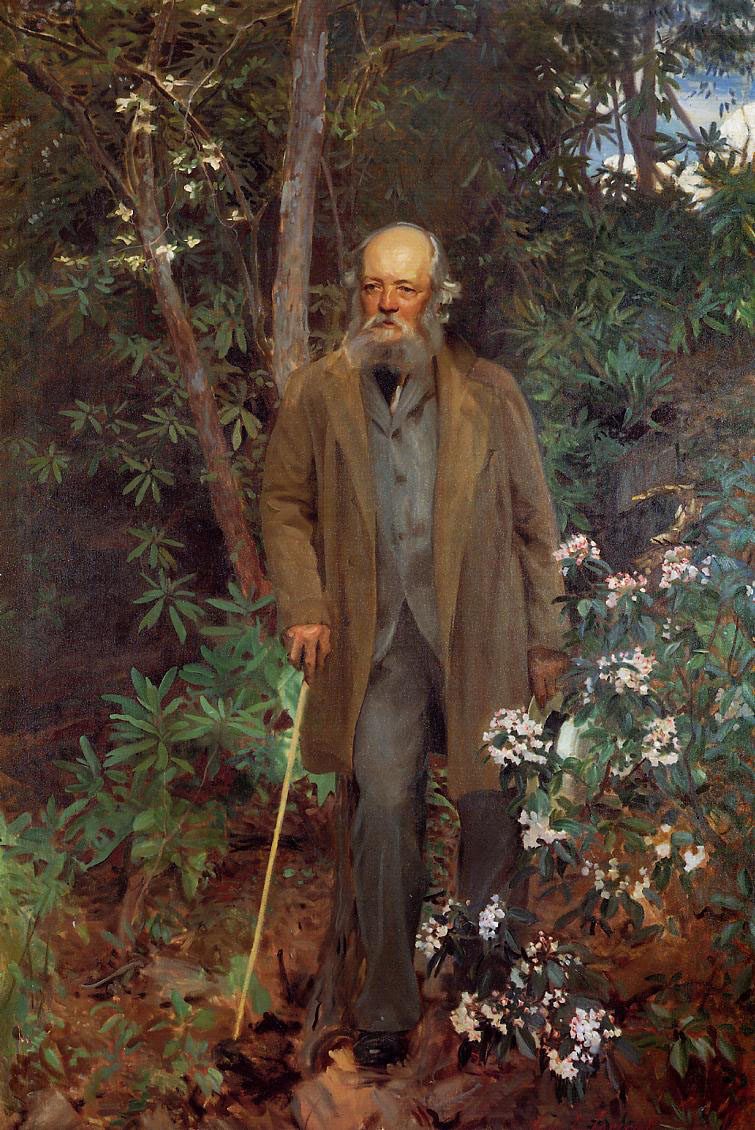
Портрет Ф. Л. Олмстеда, выполненный Джоном Сарджентом на фоне лесопарка в поместье «Билтмор» весной 1895 года

В 1888 году Олмстед вновь посетил Северную Каролину, на этот раз с целью обсудить строительство нового поместья «Билтмор» для Джорджа Вандербильта, представителя одной из богатейших династий США. В первый раз он побывал в этих местах ещё до начала Гражданской войны, когда занимался журналистикой и собирал материал о нравах рабовладельческого юга. К разочарованию архитектора, памятный природный ландшафт сильно изменился за прошедшее время: в первую очередь, исчезли протяжённые леса, по которым он некогда бродил. Огромный, в сотни квадратных километров, участок будущей усадьбы представлял собой одну сплошную вырубку, на которой прежние владельцы устраивали свиные загоны. На вопрос Олмстеда, что бы новый хозяин хотел увидеть на нём, Вандербильт высказал предположение о парке. Однако строительство и содержание такого большого парка оказалось бы слишком дорогим удовольствием, и Олмстед убедил его на значительной части территории вырастить лес, аналогичный реликтовому. Вновь, как в случае с Йосемити и Ниагарским водопадом, архитектор проявил себя в роли защитника дикой природы, весьма редкого понятия в конце XIX века.
В отличие от своенравного Стэнфорда, Джордж Вандербильт предоставил Олмстеду большую свободу в реализации его взгляда на обустройство территории усадьбы. В свою очередь, сам Олмстед рассматривал проект как имеющий большую социальную значимость, несмотря на его частный характер. Влиятельные посетители, полагал архитектор, возьмут на заметку его творение и в качестве модели используют для восстановления участков первозданной природы на всей территории страны. По мере удаления от имения был предусмотрен плавный переход от «регулярного сада» к лесопарку. За цветниками и партерами следовал так называемый «весенний парк» (ныне «парк азалий») с местными декоративными растениями. Далее шли чередом «олений заповедник», пруд с мостом и лодочной станцией, и наконец сплошной древесный массив. Въезжающие в усадьбу посетители около 5 км ехали по извилистой лесной дороге, прежде чем их взору открывалось роскошный дворец хозяина. Строительством имения занимался архитектор Ричард Хант, известный своими жилыми постройками для богатых и влиятельных американцев. По предложению Олмстеда он спроектировал террасу, с которой открывался живописный вид на Голубой хребет Аппалачей.
Не всё задуманное в поместье удалось реализовать на практике: например, так и остался на бумаге дендрарий, аналогичный гарвардскому лесопитомнику. С другой стороны, идея воссоздания леса имела далеко идущие последствия. По мере расширения территории, в нём требовалось всё большее участие профессиональных лесников. Так, по рекомендации Олмстеда на должность главного лесничего хозяйства был нанят молодой выпускник Национальной школы лесного хозяйства во французском городе Нанси Гиффорд Пинчот, в будущем известный политик и основатель национальной Лесной службы. В 1914 году вдова Джона Вандербильта продала около 350 км² участка с лесом федеральному правительству, на котором в дальнейшем был образован Национальный лес Писга.

#### Всемирная выставка в Чикаго

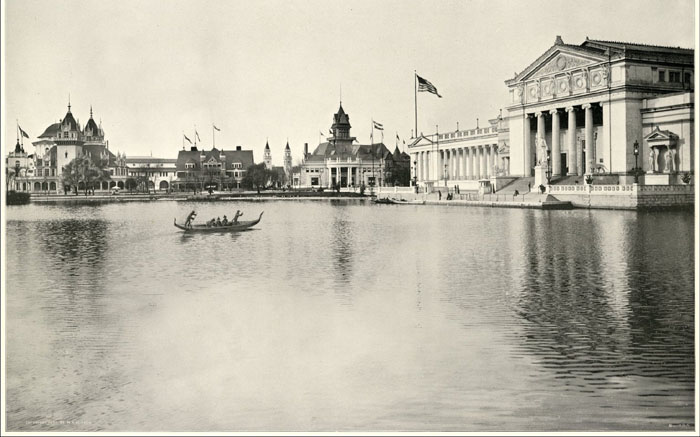
Панорама северной лагуны чикагской выставки

Олмстед не сразу согласился на предложение промышленника Джеймса Эллсворта принять участие в подготовке Всемирной выставки 1893 года, в первую очередь из-за загруженности на других проектах. Однако летом 1890 года он по приглашению комиссии всё же прибыл в Чикаго, где предстояло выбрать подходящую площадку. По мнению Олмстеда, ввиду плоского рельефа и отсутствия ярких достопримечательностей чуть ли не единственной изюминкой города оказалось озеро Мичиган, на берегу которого он некогда вместе с Воксом планировал построить Джексон-парк. Территория, на которой планировалось устроить зону отдыха, представляла собой прибрежный пустырь с песчаными дюнами и заболоченными низинами. Несмотря на непрезентабельный вид участка и удалённость от центра города, архитектору удалось убедить организаторов в выборе именно этого места. Перед комиссией стояла сложная задача за два года на пустом месте построить выставочный комплекс, по масштабу не уступающий парижской выставке 1889 года.
Руководителем проекта стал директор выставки Даниел Бёрнем, Фредерик Олмстед был назначен ответственным за преобразование ландшафта. Олмстед частично восстановил свои чертежи более чем двадцатилетней давности и на основе их создал новый план преобразования территории. Согласно проекту была прорыта сеть рукотворных лагун и каналов, отдалённо напоминающие венецианские. Между водоёмами возвели искусственный холмистый остров, на котором будущие посетители могли отдохнуть в тишине природы. Каждый выставочный павильон был оборудован дополнительным входом со стороны акватории, по которой курсировали небольшие, стилизованные под красочные азиатские сампаны, электрические катера. В тёплые месяцы года Олмстед занимался поиском подходящих околоводных растений вдоль рек и озёр Иллинойса и Висконсина: ивы, рогоза, камыша, жимолости, которые затем высаживал по берегам каналов.
С апреля по сентябрь 1892 года Олмстед вновь побывал в Европе. Эта поездка отчасти была вызвана проблемами со здоровьем — в связи с нервным истощением пожилого архитектора мучила бессонница, лицевая невралгия, звон в ушах. В ходе поездки он несколько недель провёл в доме специалиста по нервным болезням в лондонском пригороде Хампстед-Хит, где лечился седативными препаратами. В остальное время Олмстеда, как и ранее, интересовали детали европейской архитектуры, необходимые для его профессиональной деятельности. Он побывал на месте предыдущей выставки в Париже, где поднялся на специально для неё построенную Эйфелеву башню. В долине Луары интерес представляло обустройство местных замков, в долине Темзы — причудливая околоводная растительность, которую требовалось воспроизвести в Чикаго.

#### Другие проекты
Пока шло строительство усадьбы Вандербильта и выставочных павильонов в Чикаго, мастер брался за заказы в других городах. Были спроектированы новые муниципальные парки в Милуоки (Висконсин), Бриджпорте (Коннектикут), Детройте (Мичиган), Трентоне (Нью-Джерси), Рочестере (Нью-Йорк), Луисвилле (Кентукки) и других городах Америки. План посёлка Друид-Хиллс в окрестностях Атланты повторил градостроительную концепцию чикагского пригорода Риверсайд, разработанную в 1869 году. На основе опыта обустройства Стэнфордского университета были спроектированы студенческие городки множества высших учебных заведений США.

### Последние годы жизни
В 1895 году у Олмстеда начали проявляться признаки наступающей деменции: резкое ослабление памяти, раздражительность, неспособность сконцентрироваться на выполнении несложной задачи. В мае этого года он неожиданно прервал очередную рабочую поездку в «Билтмор», которая оказалась последней в его профессиональной карьере. Семья пыталась улучшить состояние архитектора, сменив обстановку и оградив его от известий из внешнего мира. Однако ни уединение на острове Дир-Айл в штате Мэн, ни поездка к врачу в Великобританию на этот раз не помогли: болезнь быстро прогрессировала и не давала покоя родным и близким. После безуспешных попыток помочь в сентябре 1898 года Олмстед был помещён в психиатрическую клинику МакЛин в Белмонте, где и оставался до конца своей жизни. Фредерик Олмстед умер 28 августа 1903 года, похоронен на кладбище Old North Cemetery в родном Хартфорде.

## Семья
- Отец Джон Олмстед (John Olmsted, 1791—1873) — предприниматель, преуспевающий торговец текстильными товарами. Сыграл неоценимую роль в жизни Фредерика, неоднократно оказывая ему помощь в сложных жизненных ситуациях[170].
- Мать Шарлотта Ло Хулл (Charlotte Law Hull, 1800—1826, в замужестве взяла фамилию мужа). Умерла от передозировки лауданума, когда Фредерику было 3 года[171].
- Младший брат Джон Хулл Олмстед (John Hull Olmsted, 1825—1857). Выучился на хирурга в Йельском университете, женился. Умер от туберкулёза в возрасте 32 лет[172].
- Мачеха Мэри Энн Булл (Mary Ann Bull, 1801—1894), певица церковного хора, домохозяйка. Вышла замуж за отца Фредерика в 1827 году. После смерти мужа имела сложные отношения с приёмным сыном[173].
- Жена Мэри Кливленд Перкинс-Олмстед (Mary Cleveland Perkins Olmsted, 1830—1921). Вышла замуж за Фредерика в 1859 году, после смерти своего первого мужа Джона, родного брата Фредерика. На момент замужества имела трёх детей от первого брака[174].
- Племянник и приёмный сын Джон Чарльз Олмстед (John Charles Olmsted, 1852—1920). Стал ландшафтным архитектором, вошёл в фирму отца на правах партнёра. После того, как Фредерик отошёл от дел, продолжил его дело, вместе с младшим братом Риком спроектировал множество парковых зон в США[175][176].
- Племянница и приёмная дочь Шарлотта Олмстед (Charlotte Olmsted, 1855—1908). Закончила школу-пансион. Страдала от психического заболевания[177].
- Племянник и приёмный сын Оуэн Фредерик Олмстед (Owen Frederick Olmsted, 1857—1881). После окончания горнопромышленного училища при Колумбийском университете уехал в Монтану, где держал ранчо. Умер от туберкулёза в молодом возрасте[178].
- Сын Джон Теодор Олмстед (John Theodore Olmsted, 1860). Погиб в результате несчастного случая на первом году жизни[179].
- Дочь Марион Олмстед (Marion Olmsted, 1861—1948). Работала в фирме «Olmsted Brothers»[180].
- Сын Фредерик Ло «Рик» Олмстед-младший[англ.] (Frederick Law Olmsted, Jr., 1870—1957). Помогал отцу в подготовке Всемирной выставки и в проектировании имения «Билтмор». Вместе со старшим братом Джоном наследовал его фирму, переименовав её в «Olmsted Brothers». Ландшафтный архитектор[181] спроектировавший город Палос-Вердес-Эстейтс в Калифорнии.

## Фирма Олмстеда
В течение жизни Фредерик Олмстед основал несколько коммерческих фирм, занимавшихся ландшафтной архитектурой. Первой из них стала фирма «Olmsted, Vaux & Company», созданная совместно с Калвертом Воксом в 1865 году. Под управлением этой компании было выполнено несколько масштабных проектов в Бруклине, Буффало и Чикаго. После разрыва со своим партнёром в 1872 году Олмстед несколько лет работал самостоятельно, в основном сотрудничая с другими архитекторами, инженерами и садоводами. В 1884 году, когда его профессиональная деятельность стала одной из наиболее востребованных в стране, он основал собственный бизнес, который под той или иной вывеской просуществовал до 1979 года.
Практически все проекты Олмстеда, начиная с 1884 года, были выполнены в рамках его фирмы и при поддержке её сотрудников. Изначальное название компании «F. L. Olmsted & J. C. Olmsted» появилось благодаря племяннику и приёмному сыну Фредерика Джону Чарльзу Олмстеду (John Charles Olmsted), пошедшему по стопам отца и ставшему его партнёром. В 1889 году ещё одним компаньоном архитектора стал его ученик Генри Саржент Кодман (Henry Sargent Codman). После преждевременной кончины Кодмана в 1893 году на его место пришёл другой воспитанник мастера, Чарльз Элиот (Charles Eliot), а сама фирма стала именоваться «Olmsted, Olmsted & Eliot». Однако Элиот, как и Кодман, скончался в зрелом возрасте, ещё при жизни учителя в 1897 году. Через год после этого, когда неизлечимо больной Фредерик Олмстед уже отошёл от дел, дела фирмы перешли к Джону и его младшему сыну Рику (Frederick Law Olmsted Jr.), а сама компания стала называться «Olmsted Brothers». Бизнес братьев быстро пошёл в гору, с наступлением Великой депрессии в конце 1920-х годов количество сотрудников компании выросло до 2,5 тыс. человек. На счету фирмы сотни выполненных заказов в области ландшафтной архитектуры, в первую очередь проектирование муниципальных парков и других общественных территорий.

## Сочинения
- Walks and Talks of an American Farmer in England Riley: Columbus, Ohio, 1859
- A journey through Texas, or a winter of saddle and camp life on the border country of the United States and Mexico New York & London 1857

## Комментарии
1. ↑  Ферма, получившая название Tosomock Farm, принадлежала Олмстеду с 1848 по 1866 год. В XX веке она была разбита на участки и продана по частям, однако усадьба самого хозяина, вкупе с несколькими посажеными им деревьями, сохранилась и была выкуплена Нью-Йоркским Департаментом парков и зон отдыха, а также признана достопримечательностью города Нью-Йорка (New York City Landmark). С 2017 года ведутся переговоры о законодательной защите и сохранении объекта[17].
2. ↑  В настоящее время Статен-Айленд — один из районов большого Нью-Йорка[18].
3. ↑  Английское слово «greensward» переводится как дернина[36].
4. ↑  Эндрю Грин — один из активных членов Совета уполномоченных. Считался соратником и близким другом Олмстеда со времени обсуждения плана Greensward, однако в процессе совместной работы их отношения испортились[62].
5. ↑  При создании компании использовался опыт крымской войны, в ходе которой создание подобной службы в британской армии позволило многократно снизить смертность от тифа, холеры, дизентерии и других болезней[65].
6. ↑  Во времена Олмстеда основной путь с восточного на западное побережье США лежал через Панамский перешеек. Канал был прорыт только в XX веке, и до него путешественникам приходилось сначала добираться вдоль атлантического побережья Америки на пароходе до Панамы или Никарагуа, затем пересаживаться на поезд, и наконец вдоль тихоокеанского побережья опять по морю возвращаться в США[77].
7. ↑  По традиции, тела умерших выходцев из Поднебесной транспортировали на родину, где хоронили согласно национальным традициям[81].
8. ↑  Калифорния во времена золотой лихорадки привлекала большое количество молодых людей, не имевших семьи[81].
9. ↑  В оригинале из газеты «The Saturday Evening Post» от 18 июня 1868: англ. The union of the deepest sublimity with the deepest beauty of nature, not in one feature or another, not in one part or scene or another, not in any landscape that can be framed by itself, but all around and wherever the visitor goes, constitutes the Yo Semite the greatest glory of nature.[87].
10. ↑  В оригинале: англ. Yosemite should be held, guarded and managed for the free use of the whole body of the people forever, and that the care of it, and the hospitality of admitting strangers from all parts of the world to visit it and enjoy it freely, should be a duty of dignity and be committed only to a sovereign state.[89].
11. ↑  В рекламе фирмы в журнале The Nation компаньоны впервые публично обозначили себя как «ландшафтные архитекторы»[92].
12. ↑  Бруклин на тот момент являлся самостоятельным, третьим по величине городом США[94].
13. ↑  Джастин Мартин в своей книге, посвящённой Олмстеду, отмечает, что Вокс, безусловно обладавший талантом архитектора, был слабым оратором, что крайне важно для отстаивания идей. Олмстед умел не только придумывать неординарные, новаторские для своего времени, идеи, но и убеждать заказчиков в их необходимости[95].
14. ↑  Концепция современного посёлка городского типа была новой для Америки, её заказчиком выступила частная фирма Riverside Improvement Company[99].
15. ↑  Олмстед заимствовал идею строительства аллей с разделёнными дорогами для транспорта и пешеходов после визита в Париж в 1859 году[104].
16. ↑  Помимо конфликтов с последующим увольнением с позиции архитектора Центрального парка, Олмстеда преследовала череда неудачных контрактов, в частности, по строительству нового парка на холме Мон-Руаяль в Монреале[123].
17. ↑  Личные поездки с целью изучения объектов и предметов искусства были обычной практикой людей творческих профессий того времени, когда отсутствовали качественные изображения[125].
18. ↑  Генри Ричардсон и Фредерик Олмстед вместе работали над проектом лечебницы в Буффало. В 1870-е годы он занимался строительством Церкви Троицы в Бостоне[128].
19. ↑  В оригинале: англ. ...a visitor driving through the Arboretum will be able to obtain a general idea of the arborescent vegetation of the north temperate zone without even leaving his carriage. It is hoped that such an arrangement, while avoiding the stiff and formal lines of the conventional botanic garden, will facilitate the comprehensive study of the collections, both in their scientific and picturesque aspects.[130].
20. ↑  Сам Олмстед выбрал для парка другое название — West Roxbury Park, однако мэрия в этом вопросе не пошла ему навстречу, в частности из конъюнктурных соображений[134].
21. ↑  Мысль о создании охраняемой территории в районе Ниагарского водопада родилась благодаря удачно сложившейся миссии по сохранению Йосемитской долины в годы Гражданской войны. Однако если центральная Калифорния была почти неизвестна обывателю, то Ниагарский водопад пользовался большой туристической популярностью[136].
22. ↑  Ниагарский водопад на самом деле состоит из нескольких разделённых островами разветвлений, каждое из которых можно назвать отдельным водопадом. Площадка «Проспект-Поинт» находится на краю так называемого «Американского водопада»[141].
23. ↑  Олмстед обычно запрашивал неоправданно высокий гонорар, когда по какой-то причине не желал браться за заказ[142].
24. ↑  Архитектурная традиция предполагала строительство изолированных, слабо связанных между собой зданий, предназначенных для обучения по какой-то одной группе учебных дисциплин, то есть факультетов[144].
25. ↑  В руководство строительства также вошли архитекторы Джон Рут (John Root) и Генри Кодман (Henry Codman). Оба не дожили до открытия выставки: Генри Кодман, являвшийся учеником и компаньоном Олмстеда, скончался в январе 1893 года после операции по удалению аппендикса; партнёр Бёрнема Джон Рут умер от пневмонии в 1891 году[153].
26. ↑  Организаторы планировали закупить несколько колёсных пароходов, однако Олмстед настоял на использовании именно небольших и бесшумных катеров, дизайн которых он заимствовал у китайских рыбачьих лодок[154].